# Glosar de chimie
Acest glosar conține termeni din domeniul chimiei.
| Cuprins |
| Ab - Ac • Ad - Al • Am - Ao • Ap - Az • Ba - Bi • Bl - Bz • Ca - Ci • Cl - Cz • D • E • F • G • H • I • J • K • L • M • N • O • P • R • S • T • U • V • Z |
| Vezi și • Legături externe |

- 8-hidroxichinolină - compus organic cu formula C9H7NO, fiind un derivat al chinolinei.

## A

### Ab - Ac
- absorbant:

- substanță care absoarbe lichide sau gaze;
- lichid sau solid care se îmbibă sau fixează în masa sa substanțe, particule sau energie din mediul cu care vine în contact.
- absorbat - substanță gazoasă, lichidă sau solidă, care este îmbibată sau fixată în masa absorbantului; absorbtiv.
- absorbtiv - vezi absorbat.
- absorbție - fenomen fizic sau chimic prin care un corp lichid sau solid încorporează prin difuzie din afară o substanță în stare gazoasă, lichidă sau solidă.
- absorbțiometru - aparat de măsurat cantitățile de gaze sau de vapori absorbite sau adsorbite de un solid la o temperatură dată.
- abundența elementelor chimice - proporție în care sînt răspândite elementele chimice în scoarța pământului, în atmosferă și în Univers.
- accelerator - substanță care mărește viteza unei reacții chimice sau un proces fizico-chimic.
- acceleratori de vulcanizare - substanțe care reduc perioada de vulcanizare a cauciucului și îmbunătățesc proprietățile fizice ale acestuia.
- acceptor - specie chimică ce poate fixa alte specii chimice sau particule elementare.
- acceptor de electron - atomul sau ionul cu învelișul electronic extern incomplet care primește o pereche de electroni de la un alt atom sau ion (donor), cu formarea unei legături chimice; vezi și donor de electron.
- acceptor de hidrogen - substanță în a cărei moleculă poate accepta atomi de hidrogen (suferind un proces de reducere), cedați de altă substanță, în prezența unor catalizatori specifici.
- accident chimic - eliberarea necontrolată, în mediul înconjurător, a unuia sau mai multor substanțe toxice (nocive), pe timpul producerii, stocării sau al transportului acestora, care pot genera îmbolnăvirea (intoxicarea) gravă sau decesul în masă al populației, animalelor etc.
- acetaldehidă - lichid incolor (CH3CHO) cu miros pătrunzător, de mere verzi, care poate fi amestecat cu apă, alcool și eter, folosit în industria coloranților, a parfumurilor etc.; sinonime: aldehidă acetică, etanal.
- acetamidă - amidă a acidului acetic.
- acetat de amoniu - solid cristalizat, incolor, foarte higroscopic, cu miros de acid acetic, care este folosit în vopsitorie, ca reactiv analitic pentru determinarea plumbului, drept conservant pentru carne.
- acetat de celuloză - acetat realizat dintr-un amestec de mai mulți esteri ai acidului acetic cu celuloza, folosit la fabricarea unor materiale plastice; sinonime: acetilceluloză, acetoceluloză, celon.
- acetat de metil - lichid solubil în apă, folosit ca dizolvant pentru unele săruri metalice, pentru celuloid etc.
- acetat de vinil - acetat care servește la fabricarea unor fibre textile artificiale (a poliacetatului de vinil, a unor copolimeri).
- acetați - săruri sau esteri ai acidului acetic.
- acetic, acid ~ - acid organic saturat cu formula CH3-COOH; diluat în apă, este cunoscut în alimentație sub denumirea de oțet; sinonim: acid etanoic.
- acetificare - transformare a alcoolului etilic în acid acetic (vezi fermentație acetică).
- acetil - radical organic monovalent cu formula CH3CO– , derivat de la acidul acetic (vezi și acil).
- acetilacetic, acid ~ - acid instabil care, chiar în soluție apoasă, prin încălzire slabă, se descompune în acetonă și dioxid de carbon.
- acetilare - proces chimic de introducere a radicalului acetil în molecula unui compus organic.
- acetilceluloză - vezi acetat de celuloză.
- acetilenă - hidrocarbură aciclică nesaturată cu formula CH≡CH, ce se poate obține prin reacția carbidului cu apa; este un gaz incolor, toxic (în cantități mari), inflamabil, solubil în apă sau acetonă și utilizat la sudura oxiacetilenică și la obținerea a diverși compuși chimici.
- acetilene - vezi alchine.
- acetilenic - compus chimic derivat din acetilenă; de exemplu: hidrocarburi acetilenice = alchine.
- acetilură - derivat al hidrocarburilor acetilenice, obținut prin înlocuirea cu un metal a atomului de hidrogen legat de atomul de carbon implicat în legătura triplă; exemplu: acetilură de calciu = carbid.
- acetobutirat de celuloză - ester mixt al celulozei, cu proprietăți de polimer termoplastic, obținut prin acțiunea unui amestec de anhidridă acetică și butirică asupra celulozei, și utilizat în tehnică sub formă de filme, foi, pelicule sau la fabricarea unor lacuri transparente, a emailurilor, a fibrelor sintetice.
- acetoceluloză - vezi acetat de celuloză.
- acetofan - folie transparentă din material plastic, utilizată pentru conturarea și colorarea imaginilor filmului de animație.
- acetofenonă - cetonă mixtă cu formula C6H5– CO– CH3; se prezintă ca un lichid incolor, cu miros aromatic, solubil în alcool, eter, cloroform, insolubil în apă, cu caracter hipnotic, întrebuințat la realizarea unor medicamente și parfumuri.
- acetoliză -transformare chimică a celulozei, prin tratare cu un amestec de acid sulfuric, acid acetic și anhidridă acetică.
- acetonă - cetonă aciclică saturată cu formula CH3– CO– CH3, care se prezintă sub forma unui lichid incolor, volatil, inflamabil, cu miros pătrunzător, aromat și care se folosește ca intermediar în sinteza organică și ca solvent în industria lacurilor și a vopselelor; sinonim: propanonă.
- aciclic -  combinații chimice care nu conțin atomi legați în cicluri.
- acid - compus chimic capabili să cedeze protoni; înroșește hârtia albastră de turnesol și are gust acru și miros înțepător; în combinație cu oxizi și baze, în soluție apoasă, formează săruri sau reacționează cu unele metale, eliberând hidrogenul și formând săruri.
- acidifiant - care transformă o substanță în acid.
- acidificare - transformare în acid.
- acidimetrie:

- domeniu al volumetriei care se ocupă cu metodele de determinare a concentrației acide a unui lichid;
- metodă volumetrică de analiză cantitativă a acizilor prin titrare cu o soluție standard de bază tare.
- acidimetru - aparat pentru măsurarea concentrației de ioni de hidrogen a unei soluții.
- aciditate - mărime care exprimă conținutul în acid al unei soluții, care se exprimă prin concentrația totală a acidului sau prin concentrația protonilor, respectiv prin pH.
- acidizare - vezi acidulare.
- acidocetonă - compus care posedă atît funcția de acid, cît și aceea de cetonă.
- acidofil - substanță care prezintă afinitate pentru coloranții acizi.
- acidogen - care dă naștere unui acid.
- acidogeneză - proces chimic de formare a unui acid.
- acidoliză - operație prin care un acid înlocuiește un alt acid dintr-un ester.
- acidometru - instrument pentru determinarea acidității unui lichid.
- acidorezistență - rezistență a unor materiale, corpuri etc. la acțiunea agresivă a acizilor.
- acidulare - adăugarea unei cantități de acid într-o soluție; sinonim: acidizare.
- acil - radical monovalent al unui acid organic, cu formula R– CO–
- acilare - reacție de introducere a unui radical acid (acil) în molecula unui compus organic; sinonim: acetilare.
- acqua-toffana - otravă celebră în Italia în secolele XVI-XVII, pe bază de arsenic.
- acridină - compus organic, cristalin și incolor, care se extrage din gudroanele cărbunelui de pământ și care este folosit în industria coloranților, în farmaceutică etc.
- acrilat - sare sau ester al acidului acrilic.
- acrilic, acid ~ - acid monocarboxilic nesaturat, ușor polimerizabil, obținut prin hidroliza acrilonitrilului, piroliza acidului lactic sau prin reacția dintre acetilenă, monoxid de carbon și apă, sub formă de lichid incolor, cu miros înțepător, folosit la fabricarea unor materiale sintetice.
- acrilonitril - nitril alifatic nesaturat cu formula chimică CH2=CH-CN, utilizat pentru obținerea fibrelor sintetice, a cauciucului sintetic etc.; altă denumire: nitril acrilic.
- acroleină - aldehidă nesaturată cu formula CH2= CO– CHO ce se obține prin distilarea glicerinei cu acid sulfuric, folosit ca intermediar în numeroase sinteze organice; sinonime: aldehidă acrilică, propenal.
- acromatic - care nu se colorează cu diferiți coloranți.
- actinide - grup de elemente care urmează după actiniu în sistemul periodic și care cuprinde toriul, protactiniul, uraniul și elementele transuraniene.
- actinism - proprietate a radiațiilor de a avea acțiune chimică.
- actiniu - element chimic radioactiv din grupa a III-a a sistemului periodic, obținut din minereu de uraniu sau prin reacții nucleare.
- actinon - izotop al radonului: 219Rn.
- activ - (despre corpuri, substanțe) care realizează (intens) un anumit fenomen, un anumit efect; care intră ușor în reacție.
- activant - reactiv anorganic folosit în notația minereurilor; vezi și activator.
- activare - mărirea puterii de adsorbție a cărbunilor de lemn.
- activarea moleculei - aducerea unei molecule într-o stare de energie superioară, astfel încât să devină capabilă să reacționeze chimic; vezi și energie de activare.
- activator - substanță care, adăugată unei alte substanțe, unui material etc, intensifică activitatea acestora; activant.
- activină - pulbere albă sau ușor galbenă, cu miros slab de clor și cu gust amar, neplăcut, folosită la albirea țesăturilor celulozice, la apretarea țesăturilor, ca aglutinant în imprimerie și ca dezinfectant.
- activitate - concentrația efectivă a unui electrolit tare sau a unui gaz într-un sistem de reacție.
- activitate termodinamică - funcție termodinamică ce caracterizează abaterea comportării gazelor reale sau a soluțiilor concentrate de la comportarea sistemelor diluate, ideale.
- acvametrie - parte a volumetriei care cuprinde metodele pentru dozarea apei.
- adezivi - produși care permit lipirea a două suprafețe.
- adipic, acid ~ - acid dicarboxilic, aciclic saturat, HOOC–(CH2)4–COOH , utilizat pentru fabricarea nailonului.

### Ad - Al
- aditiv - substanță care se adaugă unor produse pentru a le ameliora unele proprietăți sau pentru a obține noi calități.
- aditiv depresant - vezi: anticongelant.
- adiție (reacție de ~) - reacție prin care se introduc atomi, grupări de atomi sau molecule într-o moleculă cu caracter nesaturat (tipuri de adiție: adiție electrofilă, adiție nucleofilă, adiție radicalică, cicloadiție).
- adjuvant - (produs, substanță) care se adaugă unui material pentru a-i ameliora calitățile.
- adsorbant - corp pe suprafața căruia se fixează o substanță prin adsorbție.
- adsorbat - substanță sau material, în stare solidă sau lichidă, la suprafața căruia se produce adsorbția unui compus.
- adsorbție:

- fenomen de acumulare a moleculelor unui gaz sau ale unui corp dizolvat (adsorbat) pe suprafața unui corp (adsorbant);
- variație a concentrației unui compus din stratul superficial al unei soluții în raport cu concentrația sa în straturile profunde.
- aduct - combinație moleculară între doi compuși chimici diferiți, care se pot separa din nou prin metode fizice, una din substanțe fiind înglobată în rețeaua cristalină a celeilalte.
- aer - amestec de gaze care formează straturile inferioare ale atmosferei, cuprinzând componenți permanenți (oxigen, azot, gaze rare, dioxid de carbon), componenți variabili (vapori de apă și praf conținând substanțe minerale, cărbune, polen, microorganisme), componenți accidentali cu caracter local (hidrogen sulfurat și amoniac în locurile în care putrezesc resturi organice, monoxid de carbon și dioxid de sulf în zonele puternic industrializate etc).
- aerogen - care este produs prin intermediul aerului atmosferic.
- aerosol -  sistem compus din particule solide sau lichide, dispersate într-un gaz sau în aer.
- afinant - substanță care se adaugă materiilor prime din care se fabrică sticla pentru a se realiza afinarea.
- afinare - proces de îndepărtare (prin precipitare, electroliză, oxidare, reducere, diluare etc.) a impurităților sau bulelor de gaz dintr-un material ce trebuie obținut.
- afinitate:

- proprietate a două substanțe de a reacționa împreună ușor și de a rămâne unite după ce combinarea a fost realizată, cu producerea unui efect termic;
- suma produselor dintre numerele stoichiometrice ale moleculei și potențialul chimic al componentului.
- afinitate pentru electroni:

- energie degajată la formarea unui ion negativ, prin primirea de către atom a unuia sau mai multor electroni;
- tendință a unui atom sau a unui radical de a primi electroni.
- aflogistic - (despre substanțe, corpuri) care este neinflamabil.
- agar-agar - substanță zaharoasă extrasă din alge marine, utilizată în industria alimentară sau ca mediu de cultură pentru bacterii, ciuperci și alge.
- agent - substanță sau fenomen care influențează un proces chimic.
- agent activ de suprafață - compus organic care reduce tensiunea superficială a unei soluții; sinonim tensoactiv.
- agent coroziv - substanță care exercită o acțiune chimică sau electrochimică pe suprafața unui material cu care vine în contact, provocând coroziunea.
- agitator - dispozitiv de amestecare a substanțelor, în vederea asigurării omogenității amestecurilor sau soluțiilor.
- aglomerant - substanță care are proprietatea de a lega între ele particulele, bulgării, firele sau fâșiile unor materiale oarecare; sinonim: liant.
- aglutinant - material de legătură între agregate.
- alambic - instalație, alcătuită dintr-un cazan și un refrigerent, folosită pentru distilarea lichidelor.
- alaun:

- sulfat dublu al unui metal trivalent și al unui metal monovalent, cristalizat cu 12 molecule de apă.
- alaun de potasiu - sulfat dublu de aluminiu și de potasiu, cu formula chimică KAl(SO4)2, folosit în farmacie, vopsitorie, tăbăcărie, industria hârtiei etc; alte denumiri: sulfat de aluminiu și potasiu, piatră-acră.

- albastru de Berlin - vezi albastru de Prusia.
- albastru de Prusia - combinație complexă obținută prin reacția dintre sărurile de fier trivalent cu ferocianura de potasiu și utilizat ca pigment (sinonim: albastru de Berlin).
- alb de plumb - vezi ceruză.
- alb de titan -  vezi dioxid de titan.
- alb de zinc - vezi oxid de zinc.
- alcaliceluloză -  produs obținut din celuloză prin tratare cu soluții de hidroxid de sodiu; este folosit la fabricarea mătăsii artificiale.
- alcalimetrie - capitol al analizei volumetrice care se ocupă cu determinarea concentrației soluției unei baze prin titrare cu soluții de acizi de concentrație cunoscută.
- alcalin(ă):

- substanță care are în soluție o reacție bazică, albăstrind hârtia roșie de turnesol și neutralizând acizii;
- metal monovalent (litiu, sodiu, potasiu, rubidiu, cesiu sau franciu) și care face parte din grupa întâi din sistemul periodic al elementelor.
- alcalinitate:

- proprietate a unei substanțe de a fi alcalină;
- cantitatea de bază prezentă într-un lichid sau într-o soluție, care se exprimă prin concentrația totală a bazei sau prin concentrația ionilor hidroxil.
- alcalinizare - proces prin care se dă unei soluții sau unei substanțe proprietăți alcaline.
- alcalino-pământos - metal (beriliu, magneziu, calciu, bariu, stronțiu și rodiu) care aparține grupei a doua din sistemul periodic al elementelor.
- alcaliu - hidroxid metalelor alcaline și al ionului amoniu.
- alcani - hidrocarburi saturate aciclice cu formula CnH2n+2; exemple: metanul și etanul (sinonime: hidrocarburi parafinice, parafine).
- alchene – hidrocarburi aciclice nesaturate, cu formula generală CnH2n (exemplu: etilena); sinonime: hidrocarburi olefinice, olefine.
- alchidali - rășini sintetice poliesterice, folosite la lacuri și vopsele.
- alchil - radical organic monovalent cu formula generală CnH2n+1,  obținut prin îndepărtarea unui atom de hidrogen dintr-o hidrocarbură saturată. .
- alchilare - reacție chimică prin care se introduce un alchil în molecula unui compus organic.
- alchimie - etapă pseudoștiințifică a dezvoltării chimiei în Evul Mediu, în care sunt continuate și dezvoltate practicile din Antichitate.
- alchine - hidrocarburi aciclice nesaturate, cu formula generală CnH2n-2 (exemplu: acetilena); sinonime: hidrocarburi acetilenice, acetilene.
- alchinoli - vezi inoli.
- alcoolat - derivat al alcoolilor, obținut prin înlocuirea hidrogenului din grupa hidroxilului cu un metal.
- alcool brut - alcool obținut prin distilarea plămădelilor fermentate.
- alcool denaturat - alcool etilic brut sau rafinat, căruia i s-au adăugat diverse substanțe pentru a-l face impropriu folosirii în scopuri alimentare; sinonim spirt denaturat.
- alcool etilic - alcool aciclic saturat, lichid incolor, volatil, inflamabil, cu miros și gust specific, cu formula  C2H2OH, obținut prin fermentarea zahărului din cereale, fructe, cartofi etc. sau pe cale sintetică, care este folosit la prepararea băuturilor alcoolice, ca dezinfectant, combustibil, dizolvant etc; sinonime: etanol, spirt.
- alcooli - derivați ai hidrocarburilor, având în moleculă una sau mai multe grupări hidroxil (–OH), grefate pe atomi de carbon legați de alți atomi sau de alți radicali prin legături simple și întrebuințați la prepararea acizilor, esterilor, solvenților, detergenților etc.
- alcooli grași - alcooli monohidroxilici corespunzători acizilor grași.
- alcool industrial - alcool obținut prin fermentarea cerealelor sau a cartofilor bogați în amidon.
- alcoolizare - mărire a concentrației de alcool dintr-o soluție.
- alcoolmetrie - ramură a areometriei care se ocupă cu măsurarea concentrațiilor de alcool din amestecuri.
- alcoolmetru - aparat folosit la determinarea concentrației de alcool a soluțiilor de alcool etilic în apă; densimetru.
- alcool rafinat - alcool brut din care au fost îndepărtate impuritățile prin rectificare, conținînd 95,57 % alcool etilic în greutate, iar impurități în limitele prevăzute de normele în vigoare.
- alcool solid - polimer al acetaldehidei, insolubil în apă, greu solubil în alcool și eter, care este folosit drept combustibil solid.
- alcooltest - aparat pentru determinarea prezenței alcoolului în aerul expirat de o persoană.
- aldehidă - substanță organică, obținută din alcooli primari, prin oxidare, care se folosește la fabricarea unor coloranți, rășini sintetice, medicamente, produse cosmetice etc.
- aldehidă acetică - vezi acetaldehidă.
- aldehidă acrilică - vezi acroleină.
- aldehidă benzoică - aldehidă derivată din benzen, cu formula C6H5CHO  și întrebuințată ca materie primă în industria materiilor colorante; sinonim benzaldehidă.
- aldehidă formică - cea mai simplă aldehidă cu formula HCHO; produs gazos fabricat prin trecerea aerului și a vaporilor de alcool metilic peste un catalizator de cupru sau de argint; se întrebuințează la fabricarea rășinilor, lacurilor și cleiurilor sintetice, în tăbăcărie etc.; sinonim: formaldehidă.
- aldehide - compuși organici caracterizați prin gruparea carbonilică  C=O, legată de un radical hidrocarbonat; sunt utilizate ca reactivi și la prepararea parfumurilor.
- aldoze - clasă de monozaharide, care au în moleculă o grupare aldehidică, de exemplu glucoza.
- alelotrop(ic) (v. -trop), adj., referitor la un amestec în stare de echilibru a două forme ale unui compus desmotrop.
- alenă - hidrocarbură aciclică cu trei atomi de carbon în moleculă și două legături duble.
- alifatic, compus ~ - combinație organică fără cicluri în moleculă, în care atomii de carbon sunt legați unul de altul în formă de lanț liber la capete.
- alil - radical monovalent, derivat din propilenă prin îndepărtarea unui atom de hidrogen.
- alilic, alcool ~ -  alcool etilenic, obținut din petrol, care este folosit la sinteza glicerinei.
- alizarină - derivat al antrachinonei, folosită la prepararea unor coloranți.
- Allan-Robinson, reacție - reacție organică ce are loc între o o-hidroxiarilcetonă și o anhidridă acidă aromatică, ducând la formarea de flavone sau izoflavone.
- alomorf - fiecare dintre formele distincte (cristaline) ale aceleiași substanțe.
- alotropie - proprietate a unor elemente chimice de a se prezenta în mai multe forme, cu proprietăți fizici (uneori și chimice) diferite; exemplu alotropia oxigenului, a fosforului.
- alpaca - aliaj inoxidabil de cupru, nichel și zinc, din care se fac diferite obiecte (tacâmuri, instrumente optice medicale etc.).
- alumin - varietate de caolin folosită în industria cauciucului ca material de umplutură.
- alumină - trioxid de aluminiu, care în natură se găsește cristalizat (corindon) și care este folosit ca abraziv, pentru cimenturi dentare, în cromatografie etc.
- aluminat - sare în care alumina joacă un rol de anhidridă acidă.
- aluminit - porțelan foarte refractar, pe bază de alumină, din care se fabrică farfurii și creuzete.
- aluminiu - element chimic, metal ușor, de culoare argintie, cu conductivitate termică și electrică bună, cu densitate mică, maleabil și ductil, care în natură se găsește sub formă de bauxită, criolit, feldspați și care este folosit în tehnică, la construcția de avioane și de automobile, la confecționarea cablurilor electrice, ca pigment în vopsitorie, pentru obținerea unor aliaje superioare etc.
- aluminotermie:

- procedeu de obținere a temperaturilor ridicate (pînă la 3 000°C) prin reacția exotermă dintre pulberea de aluminiu și un oxid metalic, folosit la sudură, în bombele incendiare etc.;
- procedeu de obținere a metalelor în stare pură prin reducerea oxizilor metalici respectivi cu pulbere de aluminiu.
- alunit - sulfat natural hidratat de aluminiu și potasiu, alb-gălbui, utilizat în industria vopselelor, a medicamentelor etc; sinonim: piatră-acră.

### Am - Ao
- amalgam - aliaj solid sau lichid obținut prin dizolvarea în mercur a unor metale.
- amalgamare:

- preparare la rece a unui amalgam prin contactul direct al mercurului cu un metal;
- procedeu de extragere, cu ajutorul mercurului, a aurului și argintului din minereuri în care se găsesc în stare nativă.
- americiu - element chimic, metal radioactiv, alb-argintiu din familia elementelor transuraniene.
- amestec - produs obținut din două sau mai multe substanțe care își păstrează proprietățile caracteristice și care pot fi separate prin mijloace fizice; de exemplu, aerul este un amestec de gaze.
- amfion - ion organic având două sarcini electrice contrare, pozitivă și negativă.
- amfolit - compus chimic amfoter.
- amfoter - (despre substanțe) care are proprietatea de a reacționa ca un acid în prezența unei baze și ca o bază în prezența unui acid.
- amidă - derivat al amoniacului, obținut prin înlocuirea unuia sau mai multor atomi de hidrogen fie cu metale, fie cu rest acil.
- amidon - substanță organică ce se găsește în semințele, fructele și tuberculele plantelor și care se folosește în industria alimentară, chimică etc.
- amidură - compus organic obținut din amoniac, prin înlocuirea unui atom de hidrogen cu un metal.
- amil - radical organic monovalent, provenit din pentan prin îndepărtarea unui atom de hidrogen, care intră în constituția compușilor amilici.
- amilic, alcool ~ - alcool aciclic saturat care se obține din ulei de fuzel, un produs secundar al fermentării alcoolice, cu formula C5H11–OH, utilizat ca solvent pentru lacuri, la fabricarea acetatului de amil, etc.; sinonim pentanol.
- amiloid - (substanță) care seamănă cu amidonul.
- amilolitic - care provoacă dezintegrarea amidonului.
- amiloliză - descompunere hidrolitică a amidonului în zaharuri mai simple, în special sub acțiunea amilazelor.
- amiloză - constituent solubil al amidonului.
- aminare - introducere a radicalului amino în molecula unui compus.
- amină - compus organic derivat din amoniac, obținut prin substituirea unuia sau mai multor atomii de hidrogen cu radicali organici, alchilici sau acrilici, care este folosit în sinteze chimice, la fabricarea unor medicamente, a unor detergenți, materiale plastice etc.
- amino - grupare funcțională monovalentă rezultată prin înlocuirea unui atom de hidrogen din molecula amoniacului.
- aminoplast - rășină sintetică obținută prin reacții de policondensare între formaldehidă și compuși cu gruparea amino.
- aminobenzen - vezi anilină.
- aminobenzoic, acid ~ - vezi antranilic, acid ~.
- aminolac - rășină sintetică pe bază de formol și uree, folosită la fabricarea lacurilor.
- amoniac - gaz incolor, obținut din combinarea hidrogenului cu azotul, cu miros înțepător, înecăcios, solubil în apă, cu proprietăți bazice, întrebuințat la fabricarea acidului azotic, a sărurilor de amoniu, a îngrășămintelor azotoase, a explozivelor etc.
- amoniacați - compuși de coordinanță, obținuți prin adiția unui anumit număr de molecule de amoniac la diferiți ioni metalici.
- amonit - exploziv constituit din azotat de amoniu și compuși nitrici.
- amoniu - radical cu proprietățile unui metal monovalent, care intră în compoziția sărurilor amoniacale.
- amonoliză - fenomen de descompunere a combinațiilor chimice cu amoniac.
- amorf - (despre substanțe) care nu prezintă o structură cristalină, regulată.
- amorsare - pregătirea și declanșarea unei reacții chimice, a unei explozii.
- analiza chimică a apei - identificarea de ion sau substanțe dizolvate în apă.
- analizator (sau analizor):

- aparat pentru realizarea unei determinări analitice;
- persoană care efectuează analize chimice.
- analiză - detreminarea compoziției unei substanțe; vezi și chimie analitică.

- analiză calitativă - descompunere chimică a unei substanțe pentru a determina natura componenților ei.
- analiză cantitativă - (parte a analizei chimice și fizico-chimice care cuprinde metodele de) determinare a proporției elementelor sau grupurilor de elemente care intră în compoziția unei substanțe sau a unui amestec prin descompunerea chimică a acestora.
- analiză spectrală - metodă care permite să se recunoască, într-o substanță, prezența unuia sau a mai multor corpi simpli, prin examinarea radiațiilor luminoase emise de acea substanță.
- analiză volumetrică - determinarea masei unei substanțe prin măsurarea volumului soluției etalonate folosite pentru titrare.

- analizor - vezi analizator.

- analizor de gaze - aparat de analiză fizico-chimică folosite la determinarea compoziției unui amestec gazos.

- anhidrídă - produsul de deshidratare al unui acid anorganic sau organic, rezultat prin eliminarea unei molecule de apă intramolecular sau intermolecular și poate fi:

- substanță anorganică ce reacționează cu apa, ducând la formarea unui acid;
- substanță organică rezultată, de obicei, din eliberarea unei molecule de apă din două grupări carboxil.
- anhidridă acetică - lichid incolor cu miros înțepător (cu formula (CH3CO)2O), întrebuințat la fabricarea coloranților, a medicamentelor, a acetatului de celuloză etc
- anhidridă acidă - compus organic care are două grupări acil legate de același atom de oxigen; exemple: anhidrida maleică și anhidrida ftalică.
- anhidridă arsenioasă - vezi trioxid de arsen.
- anhidridă azotică - oxid al azotului în starea cinci de oxidare, care în reacție cu apa formează acidul azotic.
- anhidridă azotoasă - oxid al azotului trivalent, anhidrida acidului azotos, lichid albastru-închis, stabil numai la temperaturi joase.
- anhidridă carbonică - vezi dioxid de carbon.
- anhidridă ftalică - compus organic cu formula C6H4(CO)2O, fiind anhidrida acidului ftalic.
- anhidridă maleică - compus organic cu formula C2H2(CO)2O, fiind anhidrida acidă a acidului maleic.
- anhidridă sulfuroasă - vezi dioxid de sulf.

- anhidrit - sulfat anhidru natural de calciu, rombic, incolor, alb sau ușor colorat, sticlos, folosit în industria materialelor de construcție, în industria chimică, iar varietățile cristalizate la confecționarea unor obiecte ornamentale.
- anhidru - (despre unele săruri) din care a fost îndepărtată apa; lipsit de apă.
- anilidă - derivat de acilare al anilinei și al omologilor respectivi, obținut prin acțiunea acizilor, a clorurilor acide și a anhidridelor asupra acestora.
- anilină - substanță lichidă, uleioasă, obținută prin distilarea indigoului sau prin reducerea nitrobenzonului și care este utilizată în industria coloranților, a medicamentelor etc.; sinonime: aminobenzen, fenilamină.
- anionactiv - care se bazează pe acțiunea, pe influența anionilor; exemplu: rășina anionactivă.
- anionit - substanță schimbătoare de ioni, de obicei rășină sintetică sau naturală, care reține anionii dintr-o soluție; rășină anionactivă.
- anisol - eter metilic al fenolului, lichid cu miros plăcut, folosit ca solvent și ca materie primă în industria chimică.
- anizomer - format dintr-un număr inegal de părți.
- anizotonic - (despre soluții) care nu este în echilibru molecular cu mediul.
- anorganic, compus ~ - în compoziția căruia intră numai substanțe din regnul mineral; care este lipsit de însușirile materiei vii; mineral.
- antiacid - (despre materiale) care este rezistent la acțiunea acizilor.
- antibenzopirină - oleat de magneziu, rezistent față de acizii slabi și bun conducător de electricitate.
- anticataliză - încetinire a vitezei sau oprire a unei reacții chimice de către unele substanțe cu acțiune inhibitoare; sinonim: cataliză negativă.
- anticlór - substanță care fixează clorul, formând compuși netoxici; se întrebuințează la decolorarea pastei de celuloză sau a lânii.
- anticoroziv - substanță care previne coroziunea.
- antimoniat - sare a acidului antimonic.
- antimonic, acid ~ - acid anorganic cu formula chimică H3SbO3; sinonim acid hexahidroantimonic.
- antimonil - ion oxigenat care ia naștere în urma tratării unor săruri de stibiu cu apă.
- antimonit - vezi stibină.
- antimoniu - element chimic (Sb), metaloid de culoare albă-cenușie, cu aspect metalic, cu numeroase folosiri în industrie (sub formă de aliaje) sau în farmacie (combinații otrăvitoare sau de interes terapeutic); sinonim: stibiu.
- antimoniură - combinație liniară a antimoniului cu metalele, care de multe ori prezintă structuri tipice aliajelor.
- antipiogen - substanță care împiedică autoaprinderea cărbunilor.
- antipozi optici - substanțe chimice, stereoizomere, cu aceleași proprietăți fizice și chimice, optic active, la care, din cauza existenței unei asimetrii, așezarea atomilor în moleculă sau a moleculelor în rețeaua cristalină este nesimetrică, astfel că substanțele prezintă o configurație asemănătoare cu cea a unui obiect și a imaginii sale în oglindă.
- antisicativ - substanță care se adaugă uleiurilor vegetale, cernelii etc. pentru a le reduce viteza de uscare.
- antispumant - substanță care distruge spumele și care este folosit în industria săpunului, a zahărului sau petrolieră.
- antracen(ă) -  hidrocarbură aromatică policiclică, condensată linear, sub formă de cristale incolore, cu fluorescentă violetă, care se obține din uleiul acestei hidrocarburi prin cristalizare și care se folosește ca intermediar la obținerea materiilor colorante, în sinteze, în analiza organică, în medicină ca antiseptic etc.
- antrachinanic - care este derivat din antrachinonă.
- antrachinonă - substanță organică din clasa chinonelor, derivată din antracen, alcătuită din cristale de culoare gălbuie, care servește ca materie primă în sinteza unor coloranți.
- antranilic, acid ~ - pulbere cristalină, incoloră, solubilă în apă și în alcool, întrebuințată ca reactiv de determinare a cuprului, mercurului, plumbului etc. și ai cărei derivați sunt folosiți în parfumerie; sinonim acid aminobenzoic.
- antranol - alcool obținut prin reducerea antrachinonei cu staniu și acid acetic, folosit în sinteza coloranților.
- antropochimie - parte a chimiei care, prin analiza corpului uman, determină principiile imediate ale organizării rasei umane.

### Ap - Az
- apă - lichid incolor, fără gust și fără miros, compus anorganic polar cu formula chimică H2O.
  - apă amoniacală - produs secundar obținut în procesul de cocsificare a cărbunilor și care conține săruri de amoniu.
  - apă carbogazoasă (sau carbonatată) - apă în care a fost dizolvat dioxid de carbon; altă denumire: sifon; vezi și apă minerală.
  - apă de barită - soluție de hidroxid de bariu, folosită pentru absorbția dioxidului de carbon.
  - apă de brom -  soluție apoasă de brom; are culoare brună, se utilizează ca oxidant și ca antidot pentru hidrogen sulfurat și în analiza chimică a compușilor nesaturați.
  - apă de clor - soluție care conține trei volume de clor dizolvate într-un volum de apă, întrebuințată ca decolorant în industria textila și a hârtiei; atacă aurul și platina.
  - apă de constituție - apă care intră în molecula unor substanțe chimice.
  - apă de cristalizare - apă pe care o rețin unele substanțe cristaline, formând cristalohidrați.
  - apă de Javel - soluție de hipoclorit de sodiu, întrebuințată ca decolorant.
  - apă de Lebaraque - soluție apoasă de hipoclorit de sodiu, cu aceleași utilizări ca și apa de Javel; comercial se numește hipoclor.
  - apă de plumb - soluție bazică de acetat de plumb, toxică, întrebuințată în medicină, în industria textilă și la prepararea unor combinații ale plumbului.
  - apă deuterică - vezi: apă grea.
  - apă de var - soluție de hidroxid de calciu preparată din var nestins și apă, folosită la zugrăvit și în industrie și cu proprietăți antidiareice și antiacide; sinonim: lapte de var.
  - apă grea - combinație a oxigenului cu deuteriul (D2O), folosită ca moderator la reactoare nucleare; sinonim: apă deuterică.
  - apă minerală - apă care conține în soluție săruri, gaze sau substanțe radioactive, ceea ce îi conferă proprietăți terapeutice; vezi și apă carbogazoasă.
  - apă oxigenată - lichid incolor sau albăstrui alcătuit dintr-o soluție de perhidrol cu apă, care are proprietăți decolorante și dezinfectante.
  - apă regală - vezi: aqua regia.
  - apă tare - acid azotic diluat cu apă; denumire populară a acidului azotic.
- aqua regia - coroziv format trei părți acid clorhidric și o parte acid azotic; este unul din puținii reactivi care dizolvă aurul și platina; sinonim: apă regală.
- arabinoză - monozaharidă cu cinci atomi de carbon în moleculă.
- aracet - acetat de polivinil, sub formă de pastă fluidă, cleioasă, densă, folosit ca adeziv.
- aracetin - substanță cleioasă care lipește obiecte din diferite materii.
- aragaz -  gaz lichefiat conținând 90% butan, păstrat sub presiune în butelii speciale și folosit drept combustibil pentru uz casnic.
- aramă - vezi cupru.
- arbore de plumb sau arborele lui Saturn - grupare (arborescentă) de mici cristale de plumb, formată în jurul unei lame care a fost cufundată într-o soluție de sare de plumb.
- ardere - reacție chimică însoțită de dezvoltare de căldură și de emisie de lumină, considerată ca reacție de combinare a unei substanțe cu oxigenul.
- arenă - hidrocarbură care conține în moleculă unul sau mai multe nuclee benzeice; altă denumire: hidrocarbură aromatică.
- argentafin - (despre substanțe) care se colorează prin sărurile de argint.
- argentan - aliaj de cupru, nichel și zinc, folosit la fabricarea unor obiecte casnice, în special a tacâmurilor de masă.
- argentometru - aparat pentru măsurarea conținutului în argint al unei soluții.
- argint - element chimic, metal prețios, alb-cenușiu strălucitor, moale, maleabil și ductil, stabil față de aer și oxigen, cu cea mai mare conductivitate electrică și calorică dintre elemente, utilizat la confecționarea podoabelor, a monedelor, a unor obiecte uzuale, instrumente medicale, la fabricarea oglinzilor etc.
- argon - element chimic, gaz nobil, incolor și inodor, obținut prin distilarea fracționată a aerului lichid, care este întrebuințat la umplerea becurilor electrice și a tuburilor luminescente.
- arheochimie - disciplină a chimiei care se ocupă cu aplicarea studiilor de chimie la cercetările arheologice.
- aril - radical organic monovalent derivat de la o hidrocarbură aromatică prin îndepărtarea unui atom de hidrogen din moleculă.
- arilare - introducere (pe cale chimică) a unui radical aril în molecula unui compus organic.
- aromatic - (despre substanțe) care are în moleculă un ciclu cu o structură specifică, prezentând o reactivitate specială, caracterizată atât prin reacții de adiție, cât și de substituție; exemplu: hidrocarbură aromatică.
- aromatizare - obținere, prin diverse procedee, a unei hidrocarburi aromatice.
- arsen - element chimic, semimetal de culoare cenușie cu luciu argintiu, cu mai multe forme alotropice, colorate diferit, ale cărui combinații sînt foarte toxice, folosit în aliaje pentru mărirea durității.
- arsenic - vezi trioxid de arsen.
- arsenios, acid ~ - acid oxigenat al arsenului trivalent, care nu este cunoscut în stare liberă, ci numai ca anhidridă sau sub formă de săruri.
- arsenit - sare a acidului arsenios care, datorită proprietăților toxice, e folosită ca insecticid și erbicid.
- arseniură - combinație binară a arsenului cu un metal.
- arsenobenzen - substanță cu formulă analogă azobenzenului, conținând arsen, care se prezintă sub formă de cristale galbene și care formează numeroși derivați, utilizați în medicină.
- arsine - compuși organici ai arsenului, considerați derivați de la hidrogen arseniat prin înlocuirea parțială sau totală a hidrogenului cu radicali organici, folosiți ca gaze de luptă.
- artificii - dispozitiv cu un amestec de substanțe chimice și carburanți care, prin aprindere, produce efecte de lumină și culoare și care se folosește în semnalizări luminoase, la producerea fumului pentru scenă, la spectacole (în aer liber).
- asfaltene - constituenți ai asfalturilor formați din hidrocarburi cu masă moleculară mare, insolubili în fracțiuni de petrol, solubili în sulfura de carbon, care dau bitumului calitatea de aglomerant.
- asfaltizare - transformare naturală lentă a țițeiului în asfalt; transformare a bitumului din păcura asfaltică în asfalt.
- asociație moleculară - reunire a două sau a mai multe molecule identice, care influențează proprietățile fizice ale corpurilor.
- astatin(iu) - element radioactiv, care face parte din familia halogenilor (simbol At).
- astralon - copolimer termoplastic obținut din clorură de vinil și acrilat de metil, folosit la prepararea plăcilor, foilor sau filmelor transparente, neinflamabile și rezistente la apă.
- atmofil - (despre elemente chimice) care intră în componența atmosferei pământești.
- atmoliză - separare a unui amestec de gaze în componenți, utilizând difuziunea lor printr-un perete poros.
- atmosfera (Pământului) - înveliș gazos, alcătuit din aer, care înconjoară Pământul;
- atmosferă - gaz sau amestec de gaze creat într-un spațiu limitat, în care au loc reacții chimice.
- atom - cea mai mică parte dintr-un element chimic care păstrează însușirile acestuia, considerat a fi ultimul element constitutiv al corpurilor, care poate lua parte la reacții chimice sau poate intra în combinații chimice.
  - atom liber - atom care nu este atras de nici un nucleu.
- atomizare - metodă de uscare care constă în pulverizarea soluțiilor sau a suspensiilor într-un curent de aer cald.
- atom liber - atom care nu este atras de nici un nucleu.
- atom marcat - izotop radioactiv al unui element stabil, pe care îl însoțește peste tot, permițând recunoașterea și urmărirea acestuia într-un sistem; alte denumiri: trasor, indicator radioactiv.
- atracție moleculară - forță de coeziune pe care o au în sine moleculele unui corp.
- aur - element chimic (simbol chimic: Au), metal prețios de culoare galbenă, strălucitor, maleabil și ductil, bun conducător de căldură și de electricitate, care se găsește în natură în stare nativă și în nisipuri aurifere și care se folosește pentru a fabrica obiecte de podoabă și de artă, monede etc., servind și ca etalon al valorii.

- aur colorat - rezultat al combinării aurului, prin aliere, cu alte metale sau elemente pentru a produce nuanțe diferite față de culoarea galbenă tipică.

- auramină - colorant de culoare galbenă pe bază de cetonă, de clorură de amoniu și de zinc, folosit pentru vopsirea materialelor textile (lână, bumbac, mătase etc.) sau a hârtiei.
- aurină - compus chimic de culoare aurie, folosit pentru a colora hârtia în roșu.
- aur(i)pigment - sulfura naturală de arsen, folosită ca vopsea galbenă; altă denumire: orpiment.
- aurolac - produs industrial de culoare aurie cu luciu metalic obținut din lac amestecat cu bronz și diluat cu eter, folosit în pictură sau pentru lucrări de vopsitorie; are efect halucinogen.
- austenită - soluție solidă de carbon în fier, constituent structural al unor oțeluri.
- autoaprindere - aprindere spontană a unei substanțe combustibile într-o zonă de contact cu oxigenul atmosferic, din cauza creșterii locale a temperaturii substanței până la punctul de aprindere.
- autocataliză - catalizare a unei reacții de către un produs, care ia naștere din reacția respectivă, putând mări sau micșora viteza de reacție.
- autoclavă - recipient metalic, închis etanș, în care se produc procese fizice și chimice sub presiune, la temperaturi ridicate și care servește la efectuarea unor reacții, la sterilizări etc.
- autooxidare - oxidare lentă numai sub acțiunea oxigenului din aer, la temperatură ordinară.
- auxocrom - grupă de atomi care, introduși în molecula unei combinații organice colorate, face să se închidă și să se intensifice culoarea acesteia și îi conferă afinitate pentru materialul pe care se află.
- azeotrop(ic) - (despre un amestec de substanțe lichide) care distilează la o temperatură constantă pentru o anumită presiune, având aceeași compoziție în stare lichidă și în stare de vapori.
- azidă - derivat organic sau metalic al acidului azothidric care, prin încălzire, se descompune uneori cu explozie.
- azină - combinație chimică organică cu inele de șase atomi și doi sau mai mulți heteroatomi, dintre care cel puțin unul este azot.
- azo- - prefix care indică prezența într-un compus organic a grupării -N = N -.
- azobenzen - azoderivat care conține în moleculă doi radicali fenil legați prin gruparea azo.
- azoderivat - compus organic care conține gruparea "azo", legată de doi radicali hidrocarbonați.
- azoic - (despre compuși organici) care conține gruparea "azo".
- azot - element chimic (simbol N), gaz mai ușor decât aerul, incolor, inodor și insipid, parte componentă a aerului (în proporție de aproximativ patru cincimi), element esențial al țesuturilor vegetale și animale obținut industrial prin distilarea aerului lichid, care este întrebuințat la umplerea becurilor electrice, la obținerea amoniacului, a acidului azotic, a cianamidei de calciu etc.; altă denumire: nitrogen.
- azotat - sare a acidului azotic, formată prin reacția dintre acesta și o bază; altă denumire: nitrat.
- azotat de argint - sare de argint a acidului azotic, care se prezintă sub formă de cristale rombice, incolore, solubile în apă și în alcool, caustică, antiseptică, astringentă, coagulantă și care se utilizează în chimia analitică și preparativă, în industria fotografică și cinematografică, la fabricarea oglinzilor și în medicină, la dezinfectări și cauterizări.
- azotat de potasiu - sare de potasiu a acidului azotic cu potasiul, folosită ca îngrășământ, ca oxidant și ca fondant; altă denumire: salpetru de India.
- azotat de sodiu - sare de sodiu a acidului azotic cu sodiul, folosită ca îngrășământ și oxidant; altă denumire: salpetru de Chile.
- azothidric, acid ~ - lichid incolor, toxic, volatil, exploziv cu formula chimică NH3; altă denumire: acid hidrazoic.
- azotic, acid ~ - acid mineral puternic coroziv cu formula chimică HNO3 și care la concentrația de 98% aprinde lemnul, hârtia și distruge țesuturile, întrebuințat la fabricarea îngrășămintelor, a explozivilor, a fibrelor artificiale, a coloranților etc; sinonim acid nitric, popular: apă tare.
- azotit - sare a acidului azotos, formată prin reacția dintre acesta și o bază; sinonim: nitrit.
- azotometru - aparat prevăzut cu un tub gradat, în care se poate colecta și măsura azotul (sau alt gaz) rezultat fie din arderea unei substanțe care conține azot, fie prin altă reacție chimică; sinonim: nitrometru.
- azotos - care conține azot în stare de oxidare trei.
- azotos, acid ~ - acid oxigenat al azotului, cu formula chimică HNO2 și cu însușiri oxidante și reducătoare; sinonim acid nitros.
- azotură - combinație chimică derivată de la amoniac prin înlocuirea tuturor atomilor de hidrogen cu alte elemente; sinonim: nitrură.
- azotură de magneziu - combinație binară a azotului cu magneziu, care se prezintă sub formă de cristale de culoare cenușie-verde, insolubile în apă.
- azulenă - hidrocarbură care se găsește în uleiurile eterice extrase din plante și în unele gudroane, având formula C10H8 ; se prezintă sub forma unor cristale albastre și este utilizată și în cosmetică.

## B

### Ba - Bi
- B - simbol chimic pentru Bor.
- bachelită - rășină fenolică sintetică obținută prin condensarea fenolului cu aldehida formică, utilizată ca material electroizolant și pentru fabricarea unor obiecte de uz industrial sau casnic.
- baiț - substanță, de obicei lichidă, întrebuințată în tehnică pentru obținerea unor modificări la suprafața corpurilor solide cu scopul de a le curăța, colora sau imprima un aspect de obiect prelucrat.
- baláta - substanță asemănătoare cu cauciucul și gutaperca extrasă dintr-o plantă originară din Antile; servește la fabricarea izolanților, la impregnarea curelelor de transmisie.
- balistită - pulbere pentru lansare a proiectilelor fără fum, cu o flacără vie, strălucitoare.
- balon - vas sferic de sticlă, cu unul sau mai multe gâturi, folosit în laborator în anumite operații chimice.
- balsam - suc gros și parfumat extras din rășini sau din alte substanțe vegetale, folosit ca preparat aromat și curativ.
- balsam-de-Canada - rășină naturală, folosită la prepararea plasturilor, la lipirea lentilelor, în industria ceramică etc.
- barbotaj (sau barbotare) - trecere forțată a unui gaz dispersat în bule mici printr-un lichid.
- bariu - element chimic, metal alcalino-pământos, moale, alb-argintiu, care nu se găsește în natură în stare liberă, compușii săi fiind folosiți la fabricarea vopselelor, a sticlei, la colorarea în verde a focurilor de artificii etc.
- baroforeză - difuzie a particulelor dintr-o suspensie sub influența gravitației.
- bază - substanță care în soluție apoasă eliberează ioni hidroxil; albăstrește hârtia de turnesol, are gust leșietic și, în combinație cu un acid, formează o sare.
- bazic - (despre substanțe) care are proprietățile unei baze.
- bazicitate:

- proprietate a unor substanțe de a se comporta ca o bază;
- concentrația în ioni hidroxil a unei soluții;
- numărul de atomi de hidrogen ai unei molecule de acid care pot fi înlocuiți cu ioni metalici.
- bazificare - trecere a unui corp chimic la starea de bază.
- benzaldehidă - vezi aldehidă benzoică.
- benzamidă - amidă a acidului benzoic, cristalizată, solubilă în apă caldă și alcool, folosită în sinteze organice.
- benzen - primul termen al seriei hidrocarburilor aromatice, lichid incolor, volatil, insolubil în apă, toxic, obținut din gudroanele cărbunilor de pământ sau din petrol și întrebuințat ca materie primă la fabricarea unor compuși organici, în sinteza coloranților, a medicamentelor, a parfumurilor etc, fiind bun solvent.
- benzenic - (despre compuși chimici sau grupuri moleculare) în a cărui compoziție intră benzenul; care aparține familiei benzenului.
- benzilidenacetofenonă - vezi calconă.
- benzonitril - nitril al acidului benzoic lichid cu miros de migdale amare, toxic, folosit ca intermediar în sinteza organică.
- benzopirină - substanță gudronată care se găsește în fumul de țigară.
- benzopurpurină - substanță roșie, unul dintre cei mai importanți coloranți pentru bumbac.
- benzopiren - hidrocarbură cu nuclee benzenice condensate, prezentă în gudroanele provenite de la distilarea uscată a cărbunilor de pământ și de la arderea tutunului, care este puternic cancerigenă.
- berginizare - procedeu de obținere a benzinei sintetice prin hidrogenarea cărbunilor fosili.
- beriliu(m) - element chimic (simbol chimic Be); metal alb cenușiu tare, casant, foarte ușor, folosit în aliaje ușoare, la fabricarea unor oțeluri speciale și ca moderator sau reflector de neutroni în reactoarele nucleare.
- berkeliu(m) - element chimic sintetic, din familia actinidelor (simbol: Bk).
- biacid - (compus) care posedă două funcții acide; diacid.
- biatomic - (despre substanțe) care are molecula formată din doi atomi; altă denumire: diatomic.
- bibazic - vezi dibazic.
- bicarbonat - sare acidă a acidului carbonic, rezultată prin înlocuirea unui atom de hidrogen cu un metal.
- bicarbonat de sodiu - sare albă solubilă în apă, folosită la prepararea prafului de copt și în farmacie; vezi și carbonat acid de sodiu.
- bicatenar - (despre molecule) care este alcătuită din două lanțuri polimerice legate între ele.
- biciclic - (despre compuși organici) care conține două cicluri închise în formulă.
- biclorură - compus chimic care conține doi atomi de clor.
- bicromat - sare obținută prin tratarea cu acid a cromatului unui metal.
- bicromat de potasiu -  sare de potasiu a acidului bicromic, cristalizată, portocalie, întrebuințată ca agent oxidant, în metalurgie, în industria sticlei, în tăbăcărie.
- bicromic - care are doi atomi de crom.
- biiodură - sare care conține două molecule de iod.
- bilon - aliaj monetar în compoziția căruia intră în cea mai mare parte sau exclusiv metale comune.
- bimolecular - (despre reacții) în care intervin două molecule.
- binar - (despre compuși chimici) constituit din două elemente, din două substanțe etc.; (despre aliaje) care este compus din două elemente.
- biocarburant - vezi biocombustibil.
- biochimie – ramură a biologiei care stabilește corelațiile dintre procesele biologice și structura chimică, prin cercetarea proceselor chimice și fizico-chimice care au loc în organism; sinonim: chimie biologică.
- biochimie fizică - vezi chimie biofizică.
- biocombustibil - combustibil de origine organică și produs din biomasă; altă denumire: biocarburant.
- biofizica chimică - vezi chimie biofizică.
- biogaz - gaz rezultat prin descompunerea substanțelor organice, folosit drept combustibil; biometan.
- biogenerator - generator de biogaz.
- biometan - vezi biogaz.
- bioxid de carbon - vezi dioxid de carbon.
- bismut - element chimic (simbol chimic: Bi), metal alb-cenușiu, lucios, cu reflexe roșietice, casant, folosit în aliaje ușor fuzibile în industrie și ale cărui săruri au întrebuințări în medicină.
- bismutat - sare oxigenată a bismutului.
- bismutil - radical monovalent al bismutului, care se formează la hidroliza sărurilor de bismut.
- bisulfat - sare a acidului sulfuric, în care numai unul din cei doi atomi de hidrogen este înlocuit cu un metal; altă denumire: sulfat acid.
- bisulfit - sare a acidului sulfuros, în care numai unul din cei doi atomi de hidrogen este înlocuit cu un metal; altă denumire: sulfit acid.
- bisulfură - sulfură a cărei moleculă conține doi atomi de sulf.
- bitern - apă curată rezultată din evaporarea apei de mare în procesul de obținere a sării marine.
- biuret - derivat al ureei, de culoare violet-purpurie.
- biuretă - tub de sticlă gradat, cu robinet sau cu tub de cauciuc cu clemă, folosit pentru măsurarea volumelor de soluții sau de gaze.
- bivalent - (despre elemente sau radicali chimici) care are valența doi.

### Bl - Bz
- blaugaz - amestec de hidrocarburi gazoase și hidrogen, obținut prin descompunerea fracțiunilor grele de petrol, folosit drept combustibil.
- blază - parte a unei instalatii de distilare în formă de recipient, în care se introduce amestecul ce urmează să fie distilat; recipient, vas mare de laborator.
- bolus - argilă fină, care este folosită ca diluant solid.
- bor - element chimic (simbol chimic: B), semimetal negru-ce-nușiu, cristalin, răspândit în natură numai sub formă de combinații, folosit, ca adaos, la obținerea unor aliaje (cărora le mărește duritatea și rezistența la coroziune), la detectarea neutronilor și la protecția contra acțiunii neutronilor în tehnica nucleară etc.
- boran - compus al borului cu hidrogenul.
- borat - sare oxigenată a borului, existentă în natură sau obținută în laborator.
- borax - borat de sodiu, cristalizat cu zece molecule de apă, care se prezintă sub formă de cristale monoclinice, incolore sau cenușii, cu luciu sticlos, folosit la sudarea metalelor, la confecționarea unor sticle speciale, în tăbăcărie, în medicină etc.
- boric, acid ~ - acid oxigenat al borului cu aspect de pulbere albă, cristalină, inodoră, solubilă în apă, folosit ca antiseptic slab.
- boricat - care este preparat cu acid boric, care conține acid boric; exemple: apă boricată, vaselină boricată.
- borură - compus al borului cu un metal.
- brom - element chimic (simbol chimic: Br), nemetal lichid din grupul halogenilor, de culoare roșu-închis, cu miros înțepător și pătrunzător, foarte toxic, care în natură există numai sub formă de compuși, mai ales bromuri, și care este utilizat în industria chimică, farmaceutică etc.
- bromat - sare sau ester al acidului bromic.
- bromhidrat - sare organică a acidului bromic.
- bromhidric, acid ~ - gaz incolor rezultat din combinarea bromului cu hidrogenul, care este utilizat la obținerea bromurilor și a unor compuși organici.
- bromic, acid ~ - acid oxigenat al bromului; lichid incolor cu proprietăți oxidante.
- bromoacetonă - produs rezultat din acțiunea bromului asupra acetonei.
- bromurare - reacție chimică de adiție sau de substituție prin care se introduc unul sau mai mulți atomi de brom în molecula unui compus organic.
- bromură - sare a acidului bromhidric.
- bromură de argint - sare de argint a acidului bromhidric, cristalizată, alb-gălbuie, solubilă în amoniac, întrebuințată la obținerea emulsiilor gelatinoase pentru plăcile, filmele și hârtiile fotografice.
- bromură de potasiu - sare de potasiu a acidului bromhidric, cristalizată, incoloră, solubilă în apă, întrebuințată drept calmant.
- bronz - aliaj binar sau ternar de cupru cu alte metale (staniu, aluminiu, plumb etc), mai dur și mai rezistent decît cuprul, cu utilizări variate în tehnică.
- Bucherer, reacție ~ - reacție organică de conversie reversibilă a unui naftol la naftilamină în prezență de amoniac și bisulfit de sodiu.
- bumbac colodiu - substanță explozivă pe bază de nitroceluloză.
- buna - varietate de cauciuc sintetic obținut pe bază de butadienă.
- butadienă - hidrocarbură liniară aciclică cu două legături duble în moleculă, care se prezintă ca un gaz incolor, insolubil în apă și care se utilizează în sinteze organice, la prepararea cauciucurilor sintetice, a lacurilor etc.
- butan  -hidrocarbură saturată, gazoasă sau lichefiată, din seria parafinelor, cu patru atomi de carbon în moleculă, care se găsește în gazele de sondă și de cracare sau se obține pe cale industrială, și este folosită drept combustibil industrial sau menajer, în sinteza cauciucului etc.
- butanol - vezi alcool butilic.
- butilic, alcool ~ - alcool aciclic saturat primar cu formula CH3–(CH2)2–CH2OH , folosit la prepararea unor esteri și ca dizolvant; sinonim butanol.
- butanonă - lichid inflamabil cu miros de acetonă, derivat din butan, folosit în industria chimică și farmaceutică.
- butenă - hidrocarbură cu patru atomi de carbon și o dublă legătură în moleculă care prezintă mai mulți izomeri cu proprietăți și utilizări diferite; altă denumire: butilenă.
- butil - radical hidrocarbonat monovalent obținut prin eliminarea unui atom de hidrogen din molecula butanului.
- butilcauciuc - cauciuc sintetic, foarte rezistent la agenți chimici și la căldură, impermeabil la gaze, obținut prin polimerizarea unui amestec de butenă și butadienă, care este folosit la confecționarea de camere de aer, de tuburi, de benzi transportoare, la izolarea cablurilor electrice etc.
- butilenă - vezi butenă.
- butilic - (despre substanțe) care conține în moleculă radicalul butilo; exemplu: alcool butilic.
- butirat - sare sau eter a acidului butiric, cu miros de flori sau de fructe, care se folosește în industria alimentară și în parfumerie.
- butiric, acid ~ - acid organic, cu catenă liniară, care se obține prin fermentația oxidativă, cu bacterii, a zaharurilor, care este întrebuințat la prepararea unor esteri, a unor materiale plastice, la decalcificarea pieilor etc.
- butirină - ester al glicerinei cu acidul butiric, lichid uleios, incolor, cu gust amar, insolubil în apă, care este unul dintre principalii componenți ai grăsimilor.

## C

### Ca - Ci
- cacodilat - sare sau ester al acidului cacodilic, utilizat ca erbicid.
- cacodilic, acid ~ - compus organo-arsenic cu formula (CH3)2AsO2H, utilizat pentru obținerea cacodilaților.
- cadmiu(m) - element chimic (simbol chimic Cd), metal moale, de culoare albă-argintie, care se găsește în natură sub formă de combinații în minereurile de zinc și care este folosit la obținerea aliajelor cu punct de topire scăzut, precum și a aliajelor rezistente față de agenții de coroziune, mai ales față de apa de mare și ca absorbant de neutroni în reactoarele nucleare, în medicină etc.
- calaican - sulfat de fier divalent, sub formă de cristale albastre-verzi, monoclinice, solubil în apă, care este utilizat la combaterea dăunătorilor în agricultură, la vopsitul țesăturilor, la obținerea cernelii, în tăbăcărie, în medicina populară etc.
- calcanit - vezi sulfat de cupru.
- calcar - vezi carbonat de calciu.
- calce:

- material refractar care se obține prin calcinarea carbonatului de calciu natural;
- vezi oxid de calciu.
- calce sodată - amestec de oxid de calciu cu 5-20% de hidroxid de sodiu, sub formă de granule albe(-gălbui), care absoarbe dioxidul de carbon și vaporii de apă din aer și care este folosit la uscarea gazelor, la umplerea extinctoarelor etc.
- calcificare (sau calcifiere) - (despre substanțe) îmbogățire în carbonat de calciu.
- calcimetru - aparat de laborator care determină bioxidul de carbon din carburanți.
- calcinare:

- transformare în altă substanță prin încălzire la o temperatură înaltă, în vederea eliminării apei, a înlăturării unor compuși volatili, a oxidării etc.; ardere la foc intens a piatrei de var pentru a obține var;
- încălzire, în absența aerului, până la o temperatură inferioară celei de topire, pentru eliminarea apei sau pentru disocierea carbonaților.
- calcină - pulbere galbenă, obținută prin oxidarea unui amestec de cositor și plumb, folosită la prepararea emailurilor de faianță și ca abraziv.
- calciu - element chimic (simbol chimic Ca), metal alcalino-pământos, alb-argintiu, moale, aflat în natură numai sub formă de combinații (calcar, gips etc), care se poate prepara prin electroliza clorurii de calciu în stare topită și care este folosit în construcții, în industrie, în terapeutică etc. sub formă de compuși.
- calcofil - (despre elemente chimice) care are o deosebită afinitate pentru sulf.
- calcogen - element chimic din grupa a VI-a a tabelului periodic (grupa oxigenului).
- calconă - cetonă aromatică obținută în urma unei reacții de condensare aldolică dintre benzaldehidă și acetofenonă; denumiri alternative: benzilidenacetofenonă, fenilstirilcetonă.
- californiu - element chimic (simbol chimic Cf), metal radioactiv transuranic, din familia actinidelor; este utilizat ca sursă internă de neutroni, în analize de activare sau pentru pornirea reactoarelor nucleare.
- calomel - vezi clorură mercuroasă.
- camfor - substanță organică, incoloră, volatilă, cu miros caracteristic și cu gust amar, utilizată în medicină și la fabricarea celuloidului.
- caolin - argilă fină, în a cărei compoziție intră în special caolinitul, de culoare albă, utilizată la fabricarea porțelanului și a faianței, în industrie, medicină etc.
- capnometrie - măsurare a densității fumului.
- caprilic, acid ~ - acid saturat, lichid, incolor, cu miros neplăcut, care se găsește în untul din lapte de vacă, de capră, în untul nucii de cocos și în alte grăsimi vegetale; altă denumire: acid octanoic.
- caprolactamă - substanță organică de tipul amidelor ciclice, din care se fabrică fire și fibre sintetice poliamidice, care, în funcție de firma producătoare, se numesc relon, capron, perlon etc.
- capsulă - vas de laborator în care se încălzesc diferite substanțe chimice.
- captare - colectare de fluide într-un rezervor, în tuburi, într-un bazin etc.
- carat - indice pentru conținutul relativ în aur al aliajelor acestuia, egal cu a 24-a parte din masa totală.
- carbamat - sare a acidului carbamic.
- carbamic, acid ~ - acid organic, cu formula NH2COOH, cunoscut numai sub formă de săruri sau de esteri.
- carbamidă - vezi uree.
- carbanion - ion organic intermediar, instabil, care conține o pereche de electroni cu sarcină negativă, neparticipanți la un atom de carbon, având trei covalențe.
- carbenă - intermediar instabil, derivat de la carbonul divalent, în care atomul de carbon este legat de doi atomi de hidrogen și care posedă o pereche de electroni neparticipanți, având timpul de viață mai lung decât radicalul metil.
- carbene - amestec de substanțe organice, casant, cu aspect de huilă, existent în asfalturi, în depozitele de alterare a uleiurilor minerale, în reziduurile de la cracare, care în cantitate mai mare de 1% degradează calitățile bitumului.
- carbid - vezi carbură de calciu.
- carbinol - denumire veche a alcoolului metilic și, prin extensie, pentru ceilalți alcooli care derivă de la acesta.
- carbochimie - chimie industrială a produselor provenind din huilă.
- carbociclic - (despre compuși organici) al căror lanț închis nu conține decât atomi de carbon.
- carbodiamidă - vezi uree.
- carbogazos - care conține o cantitate de dioxid de carbon dizolvat; vezi și apă carbogazoasă.
- carbogen - amestec de bioxid de carbon în oxigen, utilizat mai ales în tratamentul asfixiilor.
- carboide - compuși organici, de culoare neagră, insolubili în solvenți organici, care se găsesc în asfalturile naturale, în reziduurile de la cracare etc.
- carbol - vezi carbolic, acid ~.
- carbolic, acid ~:

- compus organic derivat din benzen, cu formula moleculară C6H5OH, folosit în farmacie și în industrie; sinonime: acid fenic, fenol, denumire învechită: carbol; vezi și ulei carbolic;
- nume generic dat derivaților obținuți din hidrocarburile aromatice prin înlocuirea unuia sau a mai multor atomi de hidrogen din nucleu prin grupa hidroxil.
- carbolineu(m) - produs de culoare brună, care se obține prin distilarea uscată a cărbunelui de pământ, folosit ca fungicid, la impregnarea lemnului etc.
- carbometru - aparat pentru detectarea bioxidului de carbon.
- carbon - element chimic (simbol chimic C), metaloid, foarte răspândit în natură, în toți compușii organici de natură animală sau vegetală, în carbonați anorganici, în aer, sub formă de dioxid de carbon, în cărbunii de pământ, precum și în stare elementară ca diamant și grafit, care este utilizat drept combustibil, absorbant, abraziv, în industria electrotehnică etc.
- carbon-14 - izotop radioactiv al carbonului, care servește la stabilirea vârstei vestigiilor materiale.
- carbonat - sare a acidului carbonic.
  - carbonat de amoniu - substanță cristalină, incoloră, cu miros puternic de amoniac, volatilă, folosită la aluaturi, ca praf de copt.
  - carbonat de calciu -  substanță anorganică solidă de culoare albă cu formula CaCO3; se folosește la fabricarea varului, a cimentului, a dioxidului de carbon, în metalurgie, în poligrafie, în agrotehnică; în natură se găsește în calcit, aragonit, calcar etc.
  - carbonat de sodiu - sarea de sodiu a acidului carbonic, folosită în industria sticlei, a săpunului, a uleiurilor vegetale, a petrolului, în cea metalurgică, farmaceutică, în gospodărie etc; altă denumire: sodă.
    - carbonat acid de sodiu - sarea acidă de sodiu a acidului carbonic, folosită ca alcalinizant al secreției gastrice și sub formă de loțiuni detergente în infecții, arsuri etc.; alte denumiri: bicarbonat de sodiu, hidrogenocarbonat de sodiu.
- carbonatare - reacție chimică de transformare a hidroxizilor metalici în carbonați, produsă cu participarea dioxidului de carbon.
- carbonic, acid ~ - acid slab, cu formula H2CO3, care se obține prin dizolvarea bioxidului de carbon în apă; este utilizat la prepararea băuturilor răcoritoare.
- carbonil:

- grupare funcțională bivalentă, prezentă în aldehide și cetone;
- nume dat combinațiilor oxidului de carbon cu unele metale grele (crom, molibden, fier, cobalt, nichel etc), având stabilitate chimică și termică mare și aplicații în sinteza chimică.
- carbonilare - procedeu industrial de obținere a aldehidelor prin tratarea olefinelor cu un amestec de hidrogen și carbon în prezența unui catalizator pe bază de cobalt; altă denumire: oxosinteză.
- carbonilic:

- (despre substanțe) care conține în moleculă gruparea funcțională carbonil;
- (compuși ~i) denumire generică pentru aldehide și cetone.
- carbonizare:

- descompunere termică a cărbunilor în absența oxigenului din aer sau în prezența unei cantități insuficiente de oxigen (semidistilare), compusul obținut fiind cocsul, alături de hidrocarburi alifatice, olefinice și aromatice, amoniac, hidrogen, azot, oxid și dioxid de carbon;
- transformare, descompunere prin ardere (a lemnului sau a compușilor organici).
- carbonizarea lemnului - procedeu de descompunere termică a lemnului, în vederea obținerii cărbunelui de lemn, a gudronului de lemn, a acidului pirolignos etc.

- carborund(um) - vezi carbură de siliciu.
- carboxil - grupare funcțională monovalentă cu formula -COOH, caracteristică acizilor organici, în care există o grupare hidroxil legată direct de o grupare carbonil al cărei atom de hidrogen se poate înlocui cu un metal.
- carboxilare - introducere a grupării carboxil în molecula unui compus organic.
- carboxilic - (despre substanțe) care conține o grupare carboxil.
  - carboxilic, acid ~ - acid organic care conține în moleculă grupa funcțională carboxil.
- carboximetilceluloză - derivat al celulozei, obținut prin tratarea alcalicelulozei cu acid monocloracetic, fiind utilizat ca adaos la fabricarea detergenților, la prepararea unor adezivi etc.
- carburat - care conține carburi sau carbon; care rezultă din amestecul aerului cu carburantul.
- carbură - substanță rezultată din combinarea carbonului cu un metal sau cu unele metaloide.

- carbură de calciu - combinație a calciului cu carbonul, sub formă de cristale incolore și inodore, în stare pură, iar ca produs tehnic (de puritate 80%), de culoare cenușie; reacționează energic cu apa, producând acetilenă și hidroxid de calciu; altă denumire: carbid.
- carbură de fier - compus cu formula Fe3C, component de bază al aliajelor fier-carbon; altă denumire: cementită.
- carbură de siliciu - compus cu formula SiC, utilizat ca abraziv sau ca material refractar; altă denumire: carborund(um).

- - carbură de wolfram - compus cu formula WC, care, fiind de două ori mai dur decât oțelul, este utilizat la fabricarea sculelor.
- carminic, acid ~ - acid organic de culoare roșie, solubil în apă, principalul colorant din carmin.
- carnalit - clorură de potasiu și de magneziu, naturală, hidratată, folosită ca îngrășământ chimic potasic, pentru extragerea magneziului etc.
- carom - cauciuc sintetic românesc.
- caserolă - capsulă de porțelan, cu coadă, folosită în laborator pentru topirea substanțelor vâscoase și puțin volatile.
- casiopiu - vezi lutețiu.
- cataforeză - deplasare spre catod a particulelor dintr-o soluție coloidală, sub acțiunea câmpului electric.
- catalizat - (despre reacții) care este accelerat sub influența unui catalizator.
- catalizator - substanță care modifică viteza unei reacții chimice, fără a participa la reacție.
- cataliză - acțiune prin care se grăbește sau se încetinește o reacție chimică, sub influența unor catalizatori.

- cataliză negativă - vezi anticataliză.
- cataliză pozitivă - proces în care viteza de reacție este mărită de un catalizator.

- catenă - lanț de atomi (în special de carbon) uniți între ei prin valențe simple sau multiple; altă denumire: lanț.
- cateretic - (despre substanțe caustice) care are acțiune slabă, puțin intensă.
- catiopexic - care fixează cationii dintr-o soluție.
- catran - vezi gudron.
- cauciuc - polimer elastic, natural sau sintetic, care poate fi prelucrat pentru a produce o varietate de produse ca: anvelope, benzi elastice, tuburi etc.

- cauciuc natural - material elastic obținut din latexul extras din arborele de cauciuc (Hevea brasiliensis).
- cauciuc sintetic - material polimeric care este produs prin sinteză chimică, în loc să fie extras din plante; este proiectat să aibă proprietăți similare cu cauciucul natural, dar poate fi adaptat pentru a satisface diverse cerințe.

- caustic - (despre substanțe chimice) care arde, distruge țesutul animal și vegetal; vezi și sodă caustică.
- caustificare (sau causticizare) - transformare a carbonaților alcalini în alcalii caustice cu ajutorul laptelui de var.
- cărbune bituminos - cărbune negru, moale, strălucitor, de grad mediu, conținând în jur de 80% carbon și 20% oxigen; dă mai multă căldură și mai puțin fum decât lignitul.
- ceară - produs natural sau sintetic, plastic, insolubil în apă, care se înmoaie și se topește la temperaturi destul de joase și care are numeroase utilizări în industria farmaceutică, electronică, a hârtiei, cosmetică etc.; poate fi: animală (ceară de albine), vegetală sau minerală.

- ceară de albine - ceară de culoare gălbuie, cu miros plăcut, caracteristic, produsă de albine, care se recoltează prin topirea fagurilor.
- ceară de parchet - amestec de ceară sintetică cu parafină, cerezină, ceară vegetală și cu alte substanțe, care formează pe parchet o peliculă lucioasă, protectoare.
- ceară de pământ - vezi ozocherită.
- ceară minerală - ceară sintetică obținută prin prelucrarea țițeiului, a gazelor de sondă, a gazelor de rafinărie și a gazului metan; exemple: ozocherita, parafina, colofoniul.
- ceară montană - ceară minerală obținută din cărbunii bruni prin extracție cu solvenți.
- ceară roșie - amestec de colofoniu, șelac, ulei de terebentină și culori minerale, care, datorită proprietăților lui plastice la încălzire, este folosit la sigilarea scrisorilor, pachetelor, la închiderea ermetică a flacoanelor etc.
- ceară vegetală - ceară obținută din plante, prin recoltarea directă sau alte metode de extracție de pe suprafața epidermei diferitelor părți ale plantei.

- celafibră - fibră textilă artificială din categoria fibrelor celulozei, puțin higroscopică, permeabilă pentru radiațiile ultraviolete și ușor inflamabilă.
- celaperm - fibră obținută pe cale chimică din celuloza de bumbac, cu aceleași proprietăți ca celofibra, dar cu un tușeu deosebit.
- celstină - sulfat de stronțiu natural, sticlos-transparent, incolor sau ușor colorat, întrebuințat ca materie primă la prepararea sărurilor de stronțiu.
- celobioză - dizaharidă sub formă de pulbere microcristalină, solubilă în apă, activă optic, care este formată din două molecule de glucoză, rezultând prin acetoliza celulozei.
- celofan - produs (ca o foiță subțire și transparentă) obținut din soluții de viscoză sub formă de filme și foi impermeabile, insolubil în apă și alcool, folosit la ambalaje.
- celon - vezi acetat de celuloză.
- celțiu - vezi hafniu.
- celuloid - materie solidă, incoloră, uneori transparentă, lucioasă, flexibilă și plastică, ușor inflamabilă, obținută din nitroceluloză și camfor, folosită la fabricarea filmelor fotografice, a lacurilor și a unor obiecte uzuale.
- celuloză - polizaharid format din resturi de glucoză, component principal al pereților celulari ai plantelor, care este folosit în industria hârtiei, a lacurilor, a fibrelor artificiale, a maselor plastice, a explozivilor etc.
- cementită - vezi carbură de fier.
- centralită - derivat al ureei, folosit ca gelatizant și plastifiant pentru nitroceluloză și ca stabilizant pentru pulberi.
- centrifugare - operație de separare prin sedimentare sau prin filtrare, sub acțiunea forței centrifuge, a componenților cu densități diferite dintr-un lichid eterogen.
- centrifugă- aparat utilizat pentru separarea dintr-un amestec a substanțelor cu densitate diferită, cu ajutorul forței centrifuge.
- cenușă - reziduu solid, format din substanțe minerale sub formă de pulbere, care rămîne după arderea completă a unei substanțe.
- ceramică - material obținut prin modelarea și arderea argilelor și din care se fabrică obiecte sanitare, piese rezistente la temperaturi înalte, izolatori electrici etc.
- ceramologie - studiu al ceramicii.
- cerargirit - clorură de argint naturală, folosită ca minereu de argint.
- cerezină - produs obținut prin rafinare din ozocherită sau din reziduurile de petrol, care este folosit în diverse industrii.
- ceriu - element chimic (simbol Ce), metal moale, din familia lantanidelor, ductil și strălucitor, folosit, în aliaj cu lantan și fier, la fabricarea pietrelor de brichete, a gloanțelor și a proiectilelor.
- cerometrie (sau cerimetrie) - metodă volumetrică în care se folosesc, ca reactiv oxidant, soluții de săruri de ceriu.
- cerneală - substanță lichidă sau vâscoasă, variat colorată, care conține uleiuri sicative, uleiuri polimerizate, albumine și coloranți și care servește la scris, la tipărit, la ștampilat, la gravat etc.
  - cerneală simpatică - cerneală incoloră, care devine vizibilă numai la căldură sau prin tratarea cu diferite soluții speciale (și care se întrebuințează pentru a scrie texte secrete).
- ceruză - carbonat bazic de plumb, foarte otrăvitor, folosit ca pigment alb la prepararea vopselelor de exterior pentru vapoare, datorită rezistenței mari la lumină și la umezeală; sinonim: alb de plumb.
- cesiu(m) - element chimic (simbol Cs), metal alcalin, alb, moale, care se oxidează în aer, folosit la fabricarea celulelor fotoelectrice.
- cetan - alcan normal cu 16 atomi de carbon în moleculă; vezi și cifră cetanică.
- cetenă - cea mai simplă cetonă, obținută prin piroliza acetonei, care se prezintă sub forma unui gaz înecăcios și care polimerizează ușor.
- cetonă - (nume generic dat unor) combinații organice cu una sau mai multe grupări cetonice legate de doi radicali identici sau diferiți, saturați sau nesaturați, care pot fi obținute prin deshidratarea alcoolilor secundari sau prin oxidarea acestora și care se folosesc ca solvenți, ca materie primă în sinteze organice, la fabricarea unor produse cosmetice, a unor medicamente etc.
- cetoză - monozaharid care conține o grupare cetonică în moleculă.
- cheag - vezi coagul.
- chelare (sau chelatizare) - proces de formare a chelaților.
- chelat - compus în care un atom metalic se află între atomi electronegativi legați de un radical organic.
- chelator - (despre compuși, substanțe) care formează chelați.
- chemoluminescență - vezi chimi(o)luminescență.
- chemosorbție - fixare a unei substanțe în stare gazoasă sau lichidă la suprafața unui solid, ca urmare a formării unei legături chimice.
- chimie - știință care se ocupă cu studierea structurii interne a diferitelor corpuri simple și compuse, cu natura și proprietățile acestor corpuri, cu schimbările provocate de acțiunea atomilor sau a moleculelor unor corpuri asupra altora, cu transformările lor calitative și cantitative, precum și cu combinațiile noi rezultate în urma acestor transformări.
  - chimie analitică - ramură a chimiei care se ocupă cu cercetarea elementelor componente ale substanțelor și a combinațiilor lor.
  - chimie anorganică - parte a chimiei care studiază condițiile tuturor celorlalte elemente de care nu se ocupă chimia organică; sinonim: chimie minerală.
  - chimie biofizică - ramură a chimiei care are ca domeniu sistemele biologice, studiind moleculele care alcătuiesc sistemul sau de structură supra-moleculară a acestora; alte denumiri: biochimie fizică sau biofizica chimică.
  - chimie biologică - vezi biochimie.
  - chimie cuantică - ramură a chimiei care studiază natura legăturii chimice și mecanismele de reacție pe baza legilor și principiilor mecanicii cuantice.
  - chimie fizică - parte a chimiei care sistematizează materialul chimiei anorganice și al celei organice din punctul de vedere al proprietăților substanțelor, pe de o parte, și al transformărilor materiale, pe de altă parte.
  - chimie industrială - ramură a chimiei care se ocupă cu aplicarea procedeelor chimice în tehnica fabricației.
  - chimie minerală - vezi chimie anorganică.
  - chimie nucleară - ramură a chimiei care se ocupă cu studiul nucleului atomic.
  - chimie organică - disciplină care studiază hidrocarburile și derivații lor, urmărind metodele de obținere, compoziția, structura și proprietățile lor fizice și chimice.
  - chimie tehnologică - disciplină care studiază procesele, metodele, procedeele, operațiile etc. utilizate în scopul obținerii unui produs chimic.
- chimi(o)luminescență - fenomen care constă în emiterea de radiații luminoase în timpul unor reacții chimice; altă denumire: chemoluminescență.
- chimizare:

- introducerea, pe scară mare, în procesele de producție, a procedeelor chimice;
- prelucrare prin procedee chimice.
- chinaldină - substanță extrasă din gudronul de huilă, care este folosită în sinteza coloranților.
- chinoleină - substanță chimică extrasă din gudronul de huilă, folosită pentru obținerea unor coloranți și a unor medicamente.
- chinonă - compus organic de tip dicetonă, folosit în sinteza unor materii colorante și în farmaceutică.
- chinoroz - vezi negru de fum.
- chinovar - sulfura roșie de mercur, folosită ca medicament și colorant.
- chiralitate - proprietate a unor molecule de a fi optic active, de a admite aranjări diferite ale elementelor structurale.
- cianamidă - substanță chimică cu formula CN2H2, cristalină, instabilă, folosită pentru obținerea melaminei.
- cianat - sare a acidului cianic, cu formula chimică [OCN]− sau [NCO]−.
- cianhidric, acid ~ - lichid incolor, volatil, foarte toxic, cu miros de migdale amare, având formula chimică HCN; sinonim: acid prusic.
- cianhidrină - compus organic, care conține în moleculă un hidroxid și un nitril, obținut sintetic din acid cianhidric și o aldehidă sau cetonă, cu utilizări în sinteza organică.
- cianic, acid - nitril al acidului carbonic, rezultat prin încălzirea ureei la 180°C.
- cianogen - gaz cu formula (CN)2, incolor, toxic, lacrimogen, cu miros de migdale amare.
- cianometan - nitril acetic.
- cianurare:

- procedeu hidrometalurgic, folosit pentru extracția aurului și a argintului din minereuri, care constă în solubilizarea aurului și a argintului sau a compușilor lor cu ajutorul soluțiilor diluate de cianuri alcaline, în prezența oxigenului, urmată de precipitarea metalelor cu zinc, aluminiu, sulfura de sodiu etc.;
- tratare cu cianură.
- cianură - sare a acidului cianhidric.
- cianuric, acid - produs de polimerizare a acidului cianic, cristalin, greu solubil în apă rece, solubil în apă caldă, care, la cald, se descompune în acid cianic.
- ciclan - hidrocarbură ciclică saturată, prezentă în petrol.
- ciclanol - nume dat alcoolilor derivați din ciclan.
- ciclanonă - denumire generică pentru cetonele derivate din ciclan.
- ciclică, serie ~ - ansamblu de compuși a căror moleculă conține cel puțin un lanț închis, cu valențele satisfăcute.
- ciclic, compus ~ - compus chimic care are catenele în formă de ciclu.
- ciclizare - reacție prin care lanțul de atomi din molecula unui compus organic se închide și formează un ciclu.
- cicloalcan - hidrocarbură saturată ciclică; cicloparafină.
- cicloalchenă - hidrocarbură ciclică nesaturată cu o dublă legătură în moleculă.
- ciclohexan - hidrocarbură ciclică saturată, cu șase atomi de carbon în moleculă, lichidă, extrasă din petrol sau obținută sintetic, prin reducerea benzenului, care se folosește ca solvent și ca materie primă în industria fibrelor sintetice.
- ciclohexanol - alcool ciclic saturat, cu șase atomi de carbon în moleculă, cristalin, higroscopic, cu miros de camfor, folosit ca intermediar în fabricarea caprolactamei.
- ciclohexanonă - cetonă ciclică saturată, cu șase atomi de carbon în moleculă, uleioasă, cu miros de mentă, folosită ca dizolvant și ca materie primă pentru fabricarea caprolactamei.
- cicloparafină - vezi cicloalcan.
- ciclopentanol - alcool ciclic saturat, cu cinci atomi de carbon în moleculă, lichid, care se obține prin reducția ciclopentanului.
- ciclopropan - alcan ciclic saturat, cu trei atomi de carbon în moleculă, gaz incolor, inflamabil și exploziv, cu miros și gust caracteristice, folosit în inhalații cu anestezic general.
- ciclu - lanț închis de atomi din molecula unei substanțe.
- cifră cetanică - indice care exprimă aprecierea calității arderii unui combustibil în motorul cu aprindere prin comprimare; vezi și cetan.
- cimen - compus organic, hidrocarbură aromată, care se găsește în uleiurile eterice izolate din diferite plante (cimbru, chimion), din rășina coniferelor și din unele petroluri, folosit în parfumerie și ca solvent pentru lacuri.
- cimol - produs rezultat din leșia obținută după separarea celulozei de molid.
- cinamic, acid ~ - acid extras din uleiul de scorțișoară, din balsamul-de-Peru etc.
- cinetică chimică - ramură a chimiei care se ocupă cu studiul evoluției reacțiilor chimice și influenței factorilor fizico-chimici asupra desfășurării acestor reacții.
- citrat - sare a acidului citric.
- citric, acid ~ -  acid organic (C6H8O7) care se găsește, mai ales, în sucul de lămâie; denumire populară: sare de lămâie.

### Cl - Cz
- clei - substanță vâscoasă asemănătoare cu gelatina, extrasă din oase, din pește, din unele plante sau obținute pe cale sintetică, cu ajutorul căreia se pot lipi între ele diverse obiecte sau părți de obiecte.
- clor - element chimic (simbol Cl) gazos, galben-verzui, cu miros înțepător, sufocant, toxic, cu proprietăți decolorante și dezinfectante, care are numeroase întrebuințări în industria chimică.
- cloracetic, acid ~ - acid obținut prin substituirea unui atom de clor cu unul de hidrogen din acidul acetic.
- cloramină - compus organic cu puternice proprietăți oxidante și efect antiseptic; se prezintă sub formă de pudră albă cristalină, solubilă în apă, folosită ca bactericid, oxidant și dezodorizant.
- clorat - sare a acidului cloric, cu proprietăți oxidante și explozive.

- clorat de potasiu - (KClO3) substanță cristalină albă, strălucitoare, solubilă în apă și toxică; este întrebuințat ca oxidant, în industria explozivilor, la fabricarea chibriturilor, ca antiseptic etc.
- clorat de sodiu - compus anorganic cu formula NaClO3, fiind sarea de sodiu a acidului cloric; este o substanță cristalină albă, higroscopică, ușor solubilă în apă.

- clorator - recipient pentru clorurare.
- clorbenzen - derivat monoclorurat al benzenului, materie primă la fabricarea unor coloranți, medicamente etc.
- clorhidric, acid ~ - gaz incolor cu miros înțepător, rezultat din combinarea clorului cu hidrogenul sau prin acțiunea acidului sulfuric asupra clorurii de sodiu, cu numeroase întrebuințări în industria chimică; denumire populară spirt-de-sare.
- clorurare (sau clorurație) - reacție chimică prin care se introduc unul sau mai mulți atomi de clor în molecula unui compus organic, obținându-se o clorură; vezi și clorator.
- clorură - sare a acidului clorhidric; combinație a clorului cu un element chimic sau cu o substanță organică.

- clorură de amoniu - sare solubilă în apă, cu formula NH4Cl, folosită la cositorirea cuprului, în soluția unor pile electrice și în diferite reacții chimice; denumire populară: țipirig.
- clorură de mercur (I) - vezi clorură mercuroasă.
- clorură de mercur (II) - vezi clorură mercurică.
- clorură de polivinil - vezi policlorură de vinil.
- clorură de sodiu - substanță anorganică cristalină, sfărâmicioasă, solubilă în apă și cu gust specific, care constituie un condiment de bază în alimentație și este folosită în industria conservelor, în tăbăcărie, în industria chimică etc.; denumire populară: sare de bucătărie.
- clorură de var - substanță decolorantă și dezinfectantă, obținută din clor și var stins.
- clorură de vinil - compus organic gazos obținut prin clorurarea etilenei; vezi și policlorură de vinil.
- clorură mercurică - sare a acidului clorhidric cu mercurul divalent cu formula chimică HgCl2; altă denumire: clorură de mercur (II).
- clorură mercuroasă - clorură a mercurului în stare de oxidare I, care se prezintă sub forma unei pulberi albe, fine, insolubile în apă, având acțiune purgativă și vermifugă; alte denumiri: calomel, clorură de mercur (I).

- coacervat - agregare reversibilă de particule coloidale care precede precipitarea unui fluid.
- coacervație - stare instabilă a unei soluții coloidale între starea de dizolvare și cea de precipitare.
- coagul - masă de substanță coloidală închegată; sinonim: cheag.
- coagulant - (agent fizic sau chimic) care poate produce coagularea unui sistem coloidal.
- coagulare - (despre substanțe organice lichide) obținerea unui grad mai mare de densitate (intermediar între starea lichidă și cea solidă).
- coalescență - reunire a picăturilor dintr-o emulsie sau a granulelor dintr-o suspensie coloidală în picături sau particule mai mari.
- coeficient de partiție (sau de distribuție) - raportul dintre concentrația unui compus chimic dintr-un amestec de doi solvenți nemiscibili, în stare de echilibru.
- compoziție chimică - specifică identitatea, aranjamentul și raportul dintre elementele chimice care formează un compus chimic prin intermediul legăturilor chimice și atomice; se poate referi și la compoziția amestecurilor, în special a amestecurilor de gaze.
- compus (chimic) - corp format din combinarea mai multor elemente.
- concentrație osmotică - mărime care exprimă concentrația de substanțe dizolvate într-un lichid, luând în considerare capacitatea acestora de a afecta presiunea osmotică.
- conversiune:

- transformare, în urma unui proces chimic, a unei specii de molecule în alta;
- mărime care exprimă transformarea substanțelor inițiale dintr-o reacție chimică, exprimată de obicei în procente pe unitatea de timp.
- coordinanță:

- legătură chimică particulară care explică legătura mai multor molecule dintr-un compus complex;
- număr total al ionilor sau atomilor legați direct la un element central.
- cracare (sau cracaj) - proces industrial de descompunere, la temperaturi și presiuni înalte, a unui compus organic în molecule mai simple (prin care se obțin din hidrocarburile grele, rămase de la distilarea fracționată a țițeiului, hidrocarburi ușoare, care au o valoare mai mare), folosit mai ales în industria petrolieră.
- criolit - fluorură naturală de sodiu și aluminiu, incoloră, albă sau ușor colorată, sticloasă, folosită în metalurgie și în industria sticlei.
- cristal ionic - rețea tridimensională ordonată de ioni pozitivi și negativi care se atrag reciproc prin forțe electrice.
- cristalohidrat - substanță solide cristaline în a căror compoziție intră și molecule de apă (exemple: CuSO4·5H2O; MgSO4·7H2O).
- cromatografie - tehnică pentru separarea și identificarea componentelor dintr-o amestec de substanțe, bazată pe diferențele de viteză cu care diferitele componente ale unei amestecuri se deplasează printr-un mediu în timp ce sunt purtate de un solvent sau un gaz.

- cromatografie pe coloană - tehnică de separare pe baza diferențelor de afinitate sau interacțiuni chimice cu un material de umplutură în interiorul unei coloane, care conține cu un material poros, de obicei, granule fine sau particule solide, care servesc drept fază staționară.

- cupru - element chimic, metal de culoare roșiatică, foarte maleabil, ductil și bun conducător de electricitate, cu numeroase întrebuințări în industria tehnică, în fotogravură, galvanoplastie, la obținerea de aliaje; altă denumire: aramă.

## D
- dehidrohalogenare - reacție de eliminare în urma căreia are loc eliminarea unui hidracid de halogen (hidro-halogenură) dintr-un compus organic.
- Delépine, reacție ~ - reacție organică de sinteză a aminelor primare, ca urmare a reacției dintre halogenuri de alchil sau benzil și hexametilentetramină, urmată de hidroliza acidă a sării de amoniu cuaternar obținută.
- delocalizare - proces prin care electronii devin liberi să se deplaseze în cadrul moleculei, cum ar fi atunci când apar legături duble la atomii adiacenți dintr-o moleculă.
- densimetru - vezi alcoolmetru.
- derivat - substanță preparată din alta și care de obicei păstrează structura de bază a substanței din care provine.
- desmotropie - izomerie dinamică în care formele izomere sunt în echilibru, putând fi izolate și puse în evidență.
- detonație - procesul prin care o substanță chimică explozivă suferă o reacție exotermă extrem de rapidă, generând o undă de șoc puternică și eliberând energie într-un timp scurt.
- developator - substanță chimică întrebuințată pentru sintetizarea, direct pe fibră, a anumitor coloranți.
- diacid - vezi biacid.
- diagramă de inflamabilitate - diagramă ternară care redă compoziția unei amestec inflamabil format din combustibil, oxidant (de obicei oxigen) și un gaz inert ca azotul.
- diatomic - vezi biatomic.
- diazodinitrofenol - diazo-compus cu formula C6H2N4O5, folosit pentru a produce coloranți și explozivi.
- dibazic, acid ~ - acid care conține într-o moleculă doi atomi de hidrogen, care pot fi înlocuiți printr-un metal; sinonim: bibazic.
- difuzie:

- mișcarea particulelor (în special molecule) dintr-o zonă de concentrație mai mare într-una de concentrație mai mică;
- întrepătrundere a două lichide puse în contact fără a fi agitație.
- diluție:

- raportul dintre o cantitate de soluție și cantitatea de substanță dizolvată din această soluție;
- adăugarea unui solvent într-o soluție, făcând-o mai puțin concentrată.
- dioxid de carbon - compus oxigenat al carbonului, necesar plantelor pentru sinteza hidraților de carbon; întrebuințat la fabricarea bicarbonatului de sodiu, a ureii, în industria zahărului, la prepararea unor băuturi gazoase, iar în stare solidă în tehnica frigului; sinonim anhidridă carbonică.
- dioxid de mangan - compus oxigenat al manganului; este oxidant, toxic, întrebuințat ca depolarizant la pile Leclanché, în industria cauciucului, chibriturilor, a sicativilor, a glazurilor ceramice, a sticlei etc.
- dioxid de siliciu - compus oxigenat al siliciului, care se găsește în natură sub formă de cuarț, opal, agat etc.; intră în compoziția a diferite roci și este componentul principal al nisipului; servește ca materie primă pentru combinațiile siliciului și pentru fabricarea sticlei; sinonim silice.
- dioxid de vanadiu - compus anorganic cu formula chimică VO2, un material solid având culoarea albastru închis.
- disilicic, acid ~ - vezi silicic, acid ~.
- distilare - separare a componentelor unui amestec lichid, bazat pe diferențele dintre temperaturile lor de fierbere.

- distilare cu vapori - distilare aplicabilă pentru substanțele care nu sunt miscibile cu apa și care se bazează pe barbotarea vaporilor de apă prin aceste substanțe.

- ditionit - sare a acidului ditionos.
- ditionós, acid ~ - oxoacid cu formula H2S2O4, instabil în formă pură, dar ale cărui săruri, numite ditioniți, sunt stabile; sinonim: acid hidrosulfuros.
- donor de electron -  specie chimică care poate să doneze un anumit număr de electroni la o altă specie; vezi și acceptor de electron.

## E
- echilibru chimic - stare a unui sistem chimic în timpul unei reacții reversibile.
- ecuație chimică - descriere simbolică a unei reacții chimice, indicându-se ceea ce reacționează, ceea ce se produce și în ce direcție reacția are loc.
- eka-actiniu - vezi unbiuniu.
- eka-uraniu - vezi unbiquadiu.
- eka-plutoniu - vezi unbihexiu.
- electrocromie - schimbare a culorii unui material reactiv în funcție de temperatură, când reactivul este parcurs de un curent electric.
- electrodializă - procedeu de separare a ionilor din soluții sub acțiunea unei diferențe de potențial electric, electrozii fiind amplasați pe ambele părți ale unei membrane semipermeabile.
- electrofiltru - instalație de epurare industrială, al cărui principiu de funcționare constă în captarea unor particule sub acțiunea unui câmp electric.
- electrolit - compus chimic care, prin dizolvare sau prin topire, se disociază, scindându-se în ioni, și care conduce curentul electric prin transportul acestor ioni.
- electroliză - separarea chimică a elementelor dintr-o soluție prin trecerea unui curent electric.
- eliberare - desprindere de moleculă a unui atom, care rămâne în stare liberă.
- eluție - procedeu chimic prin care se eliberează o substanță de pe adsorbantul său prin spălare cu un solvent.
- Emde, reacție ~ sau degradare ~ - metodă de reducere a cationului de amoniu cuaternar la o amină terțiară, utilizând amalgam de sodiu.
- emulsie - sistem dispers neomogen format din două lichide nemiscibile, dintre care unul se află dispersat sub formă de picături fine în masa celuilalt.
- endotermie - vezi reacție endotermă.
- energie de rețea - modificarea energetică ce are loc în momentul formării unui mol de compus ionic cristalin din ionii săi constituenți, presupuși a fi inițial în starea gazoasă.
- etandioic, acid ~ - vezi oxalic, acid ~.
- etanoic, acid ~ - vezi acetic, acid ~.
- etanol - vezi alcool etilic.
- etenol - compus organic cu formula H2C=CHOH, folosit la fabricarea aldehidei acetice; altă denumire: alcool vinilic.
- etinol - compus organic cu formula C2H2O și care tautomerizează la etenonă; altă denumire: hidroxiacetilenă.
- etilamină - compus organic cu formula chimică CH3CH2NH2, ai cărui derivați sunt utilizați în procese de sinteză organică.
- eucoloid - substanță macromoleculară cu proprietăți coloidale.
- extract - substanță sau amestec de substanțe chimice preparat prin concentrarea până la un anumit grad a produselor extrase din diferite materii vegetale sau animale, proaspete sau uscate.
- extractor Soxhlet - echipament de laborator utilizat pentru extragerea lipidelor dintr-un material solid.
- extracție -  metodă de separare importantă în chimia organică, ce constă în separarea unuia sau mai multor componenți ai unei faze prin transferarea lor într-o fază lichidă, nemiscibilă (sau parțial miscibilă), care este adusă în contact cu prima, formând un lichid multifazic.
- extras de parfum - parfum concentrat, conținând 20%-40% compuși aromatici.

## F
- fază - fiecare dintre părțile omogene (solidă, lichidă, gazoasă) care alcătuiesc un sistem fizic eterogen și se pot separa unele de altele prin metode fizice; astfel apa constituie faza lichidă a unei soluții coloidale.
- fenic, acid ~ - vezi carbolic, acid ~.
- fenilamină - vezi anilină.
- fenilstirilcetonă - vezi calconă.
- fenol - vezi carbolic, acid ~.
- feynmaniu - vezi untriseptiu.
- film:

- bandă flexibilă de celuloid, transparentă și subțire, acoperită cu un strat de material sensibil la acțiunea luminii, pe care se formează o imagine fotografică și care se folosește în fotografie, în radiografie etc.;
- strat subțire dintr-un material lichid, solid sau gazos, întins pe suprafața unui obiect solid sau lichid; peliculă; vezi și lac.
- filtrare - operație de separare a fazelor unui amestec eterogen solid-fluid, efectuată cu ajutorul unui filtru.
- filtru - dispozitiv, aparat sau instalație care separă, cu ajutorul unui material filtrant, un fluid de particulele solide aflate în suspensie în masa acestuia.
- fluorură de calciu - sare anorganică compusă din cationi de calciu și anioni de fluorură, având formula chimică {\displaystyle {\ce {CaF2}}}.
- foc - degajare simultană de căldură și de lumină cu producere de flăcări.
- formaldehidă - vezi aldehidă formică.
- formiat - sare a acidului formic.
  - formiat de etil - compus chimic cu formula chimică HCOO-C2H5; se folosește ca solvent, fungicid, intermediar in sinteze organice, sau ca aromatizant pentru esența de rom.

- formiat de sodiu - sare cu formula chimică HCOONa, întrebuințată mai ales la sinteza acidului oxalic și în tăbăcărie.

- fosfat de sodiu - sare formată din cation de sodiu (Na+) și un anion fosfat (PO43−).
- fosfor - element chimic care se găsește în natură sub formă de fosfați, în organismul animal și în soluri fertile.
- fosfor alb - stare alotropică a fosforului, foarte activă din punct de vedere chimic, toxic, inflamabil, fosforescent.
- fosforic, acid ~ - acid oxigenat al fosforului cu formula H3PO4, întrebuințat la obținerea de îngrășăminte mixte, la acidularea unor băuturi răcoritoare etc.
- fosfor roșu - stare alotropică a fosforului, netoxică, utilizată la fabricarea chibriturilor.
- fosfură de aluminiu - compus anorganic extrem de toxic cu formula chimică AlP, folosit ca fumigant.
- fracțiune - porțiune din lichidul obținut prin distilarea unui amestec de lichide ridicat la o anumită temperatură sau porțiune solidă obținută prin cristalizare fracționată dintr-o soluție.
- Fries, transpoziție ~ - reacție de transpoziție a unui ester fenolic la o hidroxi-aril cetonă în prezența unui catalizator.
- funcție - ansamblu de proprietăți chimice ale unui compus, determinat de o anumită grupă de atomi din moleculă.
- funingine - materie de culoare întuinecată, rezultată din arderea incompletă a corpurilor organice, alcătuită mai ales din cărbune, care se depune pe partea interioară a coșurilor, a sobelor etc.
- furfurilic, alcool ~ - alcool obținut din furfurol, cu formula C4H3OCH2OH , folosit ca solvent, la obținerea de agenți de udare pentru rășini sintetice.

## G
- gaz:

- nume generic dat corpurilor fluide cu densitate redusă, incolore, ușor deformabile și expansibile, care, din cauza coeziunii moleculare slabe, nu au o formă proprie stabilă și tind să ocupe întregul volum pe care-l au la dispoziție;
- amestec de substanțe gazoase sau lichide întrebuințat drept combustibil.
- gaz de baltă - vezi gaz metan.
- gaz detonant - material explozibil constând dintr-un amestec de hidrogen și oxigen.
- gaz inert - gaz care nu suferă reacții chimice în condiții de temperatură și presiune date, categorie din care fac parte și gazele nobile.
- gaz lichefiat - amestec de gaze combustibile ușor lichefiabile, obținut prin extragerea directă din gaze de sondă sau prin distilare din unele produse petroliere, păstrat în stare lichidă în butelii.
- gaz metan - gaz a cărui compoziție chimică este formată aproape numai din metan.
- gaz monoatomic - gaz a cărui molecule sunt formate dintr-un singur atom.
- gaze rare - v. gaze nobile.
- gaz natural - gaz provenit dintr-un zăcământ, având compoziția chimică formată din alcani, marea majoritate fiind metan.
- gaze nobile - gaze inerte, incolore și inodore, situate în grupa a XVIII- a a sistemului periodic (sinonim: gaze rare).

- gel - substanță coloidală cu consistență vâscoasă și însușiri specifice deopotrivă lichidelor și solidelor.
- gel de silice - vezi silicagel.
- glucometru - areometru folosit pentru determinarea cantității de zahăr dintr-un lichid; sinonim: glicometru.
- gradient electrochimic - mărime care caracterizează un ion care traversează o membrană semipermeabilă, egală cu diferența dintre potențialul de membrană și potențialul de echilibru al ionului considerat.
- grupă - fiecare dintre cele nouă subîmpărțiri ale sistemului periodic, cuprinzând elemente cu proprietăți asemănătoare.
- grupă fugace - atom sau un grup de atomi care se desprinde din catena principală sau reziduală a unui substrat în timpul unei reacții sau al unei etape elementare a unei reacții.[necesită citare]
- gudron - lichid uleios, vâscos, cu densitate mai mare ca a apei, de culoare neagră sau brună, cu miros specific, obținut prin distilarea uscată a unor materii prime (uleiuri, lemn, cărbune), care constituie o materie primă importantă în industria chimică; sinonim: catran.

- gudron de cărbune - produs secundar al producției de cocs din cărbune, utilizat în medicină și în industrie.

- Guerbet, reacție ~ - reacție organică utilizată pentru a converti un alcool primar într-un alcool dimer β-alchilat, cu eliminare de apă.
- gumă arabică - substanță vâscoasă și lipicioasă, obținută din lichidul secretat de unele specii de salcâm (Acacia) (sau pe cale sintetică), care este folosită mai ales ca adeziv pentru hârtie.

## H
- Haber-Bosch, proces ~ - proces industrial de sinteză chimică a amoniacului, pornind de la azot și hidrogen gazos.
- hafniu - element chimic (simbol Hf),  metal rar, alb-argintiu, strălucitor, greu fuzibil, care se găsește în minereurile de zirconiu, întrebuințat în electronică, în tehnica nucleară, la aliaje refractare și greu fuzibile în aviație și în tehnica rachetelor; altă denumire: celțiu.
- halogen - care produce săruri; denumire generică dată elementelor fluor, clor, brom, iod și astatin, care se pot combina cu metalele, dând săruri.
- heptoxid de diclor - lichid uleios și incolor cu formula Cl2O7, anhidrida acidului percloric.
- heteroatom - (într-un compus organic) un atom de azot, oxigen, sulf, fosfor, clor, brom sau iod etc., ce a fost înlocuit de un atom de carbon.
- heterociclu - compus organic ciclic, care conține, pe lângă atomi de carbon, și atomi de azot, sulf, oxigen.
- hexaclorciclohexan - insecticid din grupa halogeno-cicloalcanilor monociclici, cu formula C6H6Cl6, obținut prin clorurarea benzenului la lumina zilei.
- hexahidroantimonic, acid ~ - vezi antimonic, acid ~.
- hidrat de metan - substanță solidă, un amestec de gheață și metan și care se găsește pe fundul oceanelor.
- hidrazoic, acid ~ - vezi azothidric, acid ~.
- hidrocarburi acetilenice - vezi alchine.
- hidrocarburi aromatice - vezi arenă.
- hidrocarburi olefinice - vezi alchene.
- hidrocarburi parafinice - vezi alcani.
- hidrogenocarbonat de sodiu - vezi carbonat acid de sodiu.
- hidrogen sulfurat - combinație a sulfului cu hidrogenul (H2S), care se prezintă ca un gaz incolor, cu miros de ouă stricate, toxic; sinonim: acid sulfhidric.
- hidrosulfuros, acid ~ - vezi: ditionos, acid ~.
- hidroxiacetilenă - vezi etinol.
- hidroxid de sodiu - compus bazic, solid, alb, higroscopic, întrebuințată la fabricarea săpunului, la rafinarea uleiurilor vegetale, în industriile petrolieră și textilă (la mercerizarea bumbacului); sinonim: sodă caustică.
- hipoclor - vezi apă de Lebaraque.
- Hunter, proces ~ - proces industrial de obținere a titanului din rutil; vezi și Kroll, procedeu ~.

## I
- indicator radioactiv - vezi atom marcat.
- indigo - materie colorantă albastru închis, extrasă din frunzele mai multor plante tropicale sau obținută sintetic din anilină sau acid antranilic, folosită la colorarea textilelor.
- industrie chimică - ramură industrială care are ca profil de activitate producția de substanțe chimice, transformând materii prime ca petrol, gaze naturale, apă, metale și minerale în zeci de mii de produse diferite, necesare tuturor domeniilor tehnice și industriale.
- inflamabil:

- care se aprinde ușor, care ia foc și arde repede;
- care produce, la o temperatură relativ joasă, gaze sau vapori care împreună cu aerul atmosferic pot da un amestec de combustibil.
- inhibitor - substanță chimică adăugată în proporții mici pentru a (încetini sau) împiedica anumite reacții chimice.
- inoli - compuși organici care au o grupă hidroxil legată de un atom de carbon implicat într-o legătură triplă, fiind compuși de obicei instabili și tautomeri ai cetenelor; altă denumire: alchinoli.
- interfață - suprafață de separare a porțiunilor care reprezintă faze diferite într-un sistem fizico-chimic.
- inversiune:

- transformare a unei substanțe optic-active într-alta asemănătoare ca structură, dar care prezintă un efect de rotație opus;
- transformarea zaharazei în glucoză prin hidroliză.
- iodură de hexil - compus chimic cu formula CH3(CH2)5I, obținut din alcool hexilic și iod, în prezența fosforului roșu; se utilizează la diverse sinteze organice.
- izobutanol - vezi alcool izobutilic.
- izobutilic, alcool ~ -  (CH3)2–CH–CH2OH , utilizat la fabricarea cauciucurilor și ca dizolvant; sinonim izobutanol.
- izomerie - proprietate a unor substanțe de a avea proprietăți fizice și chimice deosebite, deși au moleculele alcătuite dintr-un număr identic de atomi.
- izopropilic, alcool ~ - alcool secundar cu formula CH3–CHOH–CH3 , folosit la fabricarea acetonei și ca dizolvant; sinonim  izopropanol.
- izotiocianic, acid ~ - tautomer al acidului tiocianic, având formula chimică HNCS.

## K
- Kroll, procedeu ~ - proces industrial pirometalurgic folosit pentru a produce titan metalic; vezi și Hunter, proces ~.

## L
- lac - lichid obținut prin dizolvarea într-un solvent a unor rășini, uleiuri sau a altor substanțe și care, întins pe suprafața unui obiect, formează în urma evaporării solventului o pojghiță solidă, dură, în scop estetic sau de protecție; vezi și film.
- lanț - vezi catenă; vezi și reacție în lanț.
- lapte de var - vezi apă de var.
- legătură (chimică) - forță de atracție care leagă doi sau mai mulți atomi, ioni sau molecule, formând entități mai mari, cum ar fi molecule complexe sau cristale.

- legătură cvadruplă - legătură chimică dintre două elemente chimice care presupune punerea în comun a opt electroni de legătură.
- legătură cvintuplă - legătură chimică dintre două elemente care presupune punerea în comun a zece electroni de legătură.
- legătură de hidrogen - legătură chimică dintre moleculele polare, când un atom de hidrogen este legat de un atom cu o electronegativitate ridicată, care prezintă atracție față de un alt atom electronegativ; altă denumire punte de hidrogen.
- legătură phi - tip de legătură covalentă în care șase lobi ai unui orbital atomic implicat suprapune șase lobi al celuilalt orbital atomic implicat.
- legătură sextuplă - legătură chimică dintre două elemente care presupune punerea în comun a doisprezece electroni de legătură.
- legătură simplă - legătură chimică dintre două elemente chimice care presupune punerea în comun a doi electroni de valență.

- liant - vezi aglomerant.
- liniuță de valență - semn grafic care marchează în formulele chimice legătura dintre atomii moleculelor; vezi și valență.
- lutețiu - element chimic (simbol Lu) trivalent, metal alb-argintiu, din familia lantanidelor; altă denumire: casiopiu.

## M
- magneziu - element chimic din grupa a doua a sistemului periodic, metal alb-argintiu, maleabil și ductil, folosit la fabricarea aliajelor ușoare.
- mastic - material fluid sau vâscos alcătuit dintr-un amestec de substanțe minerale sau vegetale, care are proprietatea de a se întări în contact cu aerul și care servește la lipit, chituit, nivelat etc.
- mecanism de reacție - reprezentarea pe etape a unui proces chimic, în reacții chimice elementare.
- melamină - compus organic cu formula chimică C3H6N6, folosit la fabricarea unor materiale plastice rezistente.
- metamerie - varietate a izomeriei care este în legătură cu grupele de atomi.
- metan - gaz incolor, inodor și inflamabil, obținut din zăcăminte naturale și folosit drept combustibil sau ca materie primă în industrie (sinonim: gaz de baltă).
- metanol - vezi metilic, alcool ~.
- metilic, alcool ~ - alcool primar cu formula CH3OH , folosit ca dizolvant, anticongelant etc; sinonim metanol.
- metasilicic, acid ~ - vezi silicic, acid ~.
- microfiltrare - tehnică de separare și purificare a substanțelor, bazată pe diferențele de dimensiune a particulelor pentru a filtra și separa substanțele, care utilizează membrane cu pori foarte mici pentru a reține particulele de dimensiuni mai mari.
- molecularitate - numărul de molecule care participă la stadiul elementar al unei reacții chimice, care trebuie să se ciocnească simultan pentru ca reacția să aibă loc.
- monocloracetic, acid ~ - acid carboxilic cu formula CH2ClCOOH, obținut prin clorurarea directă a acidului acetic în prezența fosforului, pentaclorurii de fosfor la 100oC; este utilizat la diverse sinteze organice.
- monovalent - (despre elemente chimice sau radicali chimici) care are valența unu; univalent.

## N
- nanofiltrare - proces de filtrare în care separarea a substanțelor dizolvate în soluții se realizează pe baza mărimii lor moleculare și a dimensiunii porilor membranei folosite în proces; vezi și microfiltrare.
- negru animal - cărbune extras din substanțe organice.
- negru de anilină - substanță colorantă de culoare neagră, care se formează de obicei direct pe fibrele de bumbac, prin oxidarea catalitică a anilinei.
- negru de fum - pulbere compusă din particule de carbon fin divizate, obținută prin arderea cu cantități insuficiente de aer a unor hidrocarburi și utilizată în special în industria de prelucrare a cauciucului, la prepararea cernelurilor tipografice și a unor vopsele negre; sinonim chinoroz.
- negru eriocrom T - compus organic, cu formula chimică C20H12N3NaO7S, utilizat ca indicator în procesul de dozare a durității apei.
- nesaturat:

- (despre un sistem fizico-chimic) care conține în unul dintre constituenții săi o cantitate mai mică decât cantitatea corespunzătoare stării de saturație;
- (despre combinații organice) care conține în moleculă legături duble sau triple.
- nitrat - vezi azotat.
- nitric, acid ~ - vezi azotic, acid ~.
- nitril acrilic - vezi acrilonitril.
- nitril poliacrilic - vezi poliacrilonitril.
- nitrit - vezi azotit.
- nitrogen - vezi azot.
- nitrometru - vezi azotometru.
- nitros, acid ~ - vezi azotos, acid ~.
- nitrură - vezi azotură.
- nivel energetic - valoare posibilă a energiei pe care un electron poate avea într-un atom.
- notație atomică - desemnare a elementelor chimice bazată pe masa atomică a acestora.
- număr atomic - numărul de protoni ai unui atom, egal cu numărul de ordine din sistemul periodic al elementului respectiv.
- număr ONU - identificator numeric pentru substanțe chimice sau pentru materiale periculoase (explozive, oxidante, radioactive, toxice, corozive, inflamabile, etc), utilizat pentru transportul internațional al acestor bunuri.

## O
- octanoic, acid ~ - vezi caprilic, acid ~.
- oglinda de argint - argintul metalic depus pe pereții vasului în care are loc o reacție redox unde pe post de agent de oxidare este folosit reactivul Tollens.
- olefine - vezi alchene.
- oleum - acid sulfuric concentrat care conține în soluție anhidridă sulfurică liberă.
- omogenizare - operația de amestecare a componenților unui sistem eterogen pentru a se obține un material care să aibă aceeași compoziție în toată masa lui.
- orpiment - vezi auripigment.
- ortofosforic, acid ~ - cea mai răspândită formă de acid fosforic.
- ortosilicic, acid ~ - vezi silicic, acid ~.
- oțet - vezi acetic, acid ~.
- oxalic, acid ~ - substanță solidă, albă, cristalizată, toxică, solubilă în apă, folosită ca mordant în vopsitorie, la fabricarea cernelii, la scoaterea petelor de rugină, de cerneală (sinonim: acid etandioic).
- oxidant - substanță care are proprietatea de a produce o oxidare; cel mai puternic oxidant este ozonul.
- oxid de calciu - pulbere cu formula CaO, care cu apa reacționează energic, efervescent cu degajare de căldură formându-se hidroxid de calciu; alte denumiri: var nestins, calce.
- oximetrie - determinare a cantității de acid liber conținut într-o substanță.
- oxosinteză - vezi carbonilare.
- ozocherită - ceară minerală alcătuită din hidrocarburi parafinice, de culoare galbenă, galbenă-brună, verzuie sau negricioasă, cu miros aromatic și ușor fuzibilă, folosită la fabricarea lumânărilor, a cerurilor etc., denumire populară: ceară de pământ.

## P
- parafine sau parafinice, hidrocarburi ~ - vezi alcani.
- pasiv - (despre metale, aliaje) care prezintă fenomenul de pasivitate.
- pasivitate - însușire a unor metale sau aliaje de a nu fi atacate de unii acizi concentrați.
- pentanol - vezi alcool amilic.
- percloric, acid ~ - acid oxigenat al clorului, având formula (HClO4) și aspectul unui lichid incolor care fumegă în aer.
- percolare - extragere a unei substanțe solubile, cu ajutorul unui solvent, dintr-un amestec sau dintr-o soluție de mai multe substanțe.
- perioadă de inducție - interval de timp necesar pentru ca o reacție să înceapă să se desfășoare cu viteza corespunzătoare condițiilor respective.
- piatră-acră - vezi: alaun, alunit.
- piatră vânătă - vezi sulfat de cupru.
- picric, acid ~ -  exploziv puternic cu formula C6H3N3O7, obținut prin nitrarea fenolului; sinonim: trinitrofenol.
- piperidină - compus organic cu formula (CH2)5NH, lichid incolor, cu un miros specific aminelor.
- pirogalic, acid ~ - vezi: pirogalol.
- pirogalol - preparat industrial din acid galic, în formă de cristale albe, folosit ca revelator (în tehnica fotografică), ca antiseptic, colorant pentru piei etc.; sinonim: acid pirogalic.
- pirosilicic, acid ~ - vezi silicic, acid ~.
- piroxilină - amestec de esteri ai celulozei, folosit la fabricarea explozivilor, a colodiului, a celuloidului, a lacurilor și a emailurilor.
- pleomorfism - vezi polimorfie.
- plumb - element chimic metalic, moale și greu, maleabil, de culoare cenușie-albăstruie, lucios în momentul obținerii sau când este zgâriat, folosit la fabricarea țevilor de canalizare și a tablelor pentru căptușirea unor aparate în industria chimică, la confectionarea plăcilor de acumulatoare etc.
- polaritate - separarea sarcinilor electrice în cadrul unei molecule, ceea ce duce la existența unui moment electric dipolar și a doi poli, unul pozitiv și unul negativ.
- polarizare electrolitică (sau electrochimică) - acumulare la electrozii unei băi de electroliză sau ai unei pile electrice a ionilor care realizează conducția prin soluția electrolitului.
- poliacetat de vinil - produs macromolecular obținut prin polimerizarea acetatului de vinil.
- poliacrilonitril - compus organic macromolecular, obținut prin polimerizarea acrilonitrilului și utilizat la fabricarea fibrelor sintetice (melană); altă denumire: nitril poliacrilic.
- policlorură de vinil - material plastic obținut prin polimerizarea clorurii de vinil, folosit la fabricarea pielii artificiale, ca material de construcție etc.; altă denumire: clorură de polivinil; vezi și clorură de vinil.
- policondensare - reacție de combinare a unor monomeri într-o macromoleculă (polimer), cu eliminarea concomitentă a unor produse secundare.
- polimorfism - proprietate a unor substanțe chimice de a se prezenta sub mai multe forme cristaline; sinonime: polimorfie, pleomorfism.
- polivinilic, alcool ~ - polimer cu formula [CH2CH(OH)]n, folosit la fabricarea maselor plastice.
- potențial chimic - entalpia liberă pe mol de component în condiții de temperatură, presiune și compoziție a amestecului constante.
- potențial zeta - potențialul chimic electrocinetic care apare în dispersiile coloidale.
- produs -  corp sau substanță obținută pe cale naturală sau în laborator; preparat.
- praf de pușcă - pulbere formată dintr-un amestec de azotat de potasiu, sulf și cărbune de lemn, folosită ca explozibil.
- propanol - vezi alcool etilic.
- propanonă - vezi acetonă.
- propargil, clorură de ~ - compus organic cu formula chimică HC2CH2Cl, lichid incolor lacrimogen ce este utilizat ca agent alchilant în sinteza organică.
- propargilic, alcool ~ - compus organic cu formula chimică C3H4O, lichid incolor, vâscos, miscibil cu apa și cu majoritatea solvenților organici polari.
- propenal - vezi acroleină.
- propilic, alcool ~ - alcool aciclic saturat primar cu formula  CH3–CH2–CH2OH, obținut la distilarea alcoolului etilic și folosit ca dizolvant; sinonim propanol.
- proprietate extensivă sau intensivă - proprietate care depinde, respectiv nu depinde, de mărimea sistemului pe care-l caracterizează.
- prusic, acid ~ - vezi cianhidric, acid ~.
- punte de hidrogen - vezi legătură de hidrogen.

## R
- radiu - element radioactiv din grupa metalelor alcalino-pământoase, folosit ca emițător de radiații în medicină și în fizica nucleară.
- randament real - cantitatea de produs se obține dintr-o reacție chimică și care se poate măsura sau cântări, spre deosebire de o valoare calculată.
- rată de reacție - vezi viteză de reacție.
- rază covalentă (sau rază de covalență) - măsură a mărimii unui atom care face parte dintr-o legătură covalentă.
- rășină anionactivă - vezi anionit.
- reactivitate (chimică) -  capacitate a unui atom, a unei molecule sau a unui radical de a participa la o reacție chimică.
- reactiv Tollens -  agent de oxidare slab folosit în chimia organică la oxidarea diferitelor substanțe, așa cum sunt aldehidele sau glucoza.
- reactor (chimic) - aparat industrial sau de laborator în care se produce o reacție chimică.
- reacție (chimică) - fenomen de transformare a uneia sau a mai multor substanțe chimice sub acțiunea unor agenți fizici sau a altor substanțe chimice, în urma căruia se formează substanțe noi, cu proprietăți diferite de ale celor inițiale; vezi și: mecanism de reacție, viteză de reacție.

- reacție endotermă - reacție chimică ce decurge cu absorbire de energie, sub formă de lumină sau căldură.
- reacție exergonică - reacție în care variația energiei libere este negativă, adică în care are loc o eliberare de energie liberă.
- reacție exotermă - reacție ce decurge cu degajare de energie, sub formă de lumină sau căldură.
- reacție intramoleculară - reacție care are loc în cadrul unei singure molecule, mai exact procese care au loc între cel puțin doi atomi din aceeași moleculă.
- reacție în lanț - reacție care, producându-se într-un anumit punct al unui corp, se propagă în toată masa lui, dând naștere unei succesiuni de reacții elementare.
- reacție organică - reacție în care sunt implicați compuși organici.

- rectificare - operație de separare a componenților volatili cu puncte de fierbere diferite dintr-un amestec lichid, printr-o succesiune de evaporări și condensări.
- reducere:

- proces invers oxidării, caracterizat prin îndepărtarea oxigenului dintr-un compus oxigenat;
- orice reacție prin care un atom sau un ion captează electroni.
- reformare cu abur - metodă de producere a hidrogenului din hidrocarburi.
- rodanhidric, acid ~ - vezi tiocianic, acid ~.
- rodanic, acid ~ - vezi tiocianic, acid ~.
- roșu de Congo - colorant organic de sinteză, care se prezintă ca o pulbere roșie, foarte ușor solubilă în apă, folosit în vopsitorie și ca indicator în chimia analitică.

## S
- salicilic, acid ~ - hidroxiacid aromatic cu formula moleculară C7H6O3, cu importanță ridicată în sinteza organică și hormon la unele plante.
- salpetru de Chile - vezi azotat de sodiu.
- salpetru de India - vezi azotat de potasiu.
- sare de bucătărie - vezi clorură de sodiu.
- sare de lămâie - vezi citric, acid ~; vezi și tartric, acid ~.
- saturat - care nu mai are valențe libere și nu mai poate forma compuși de adiție; care se află în stare de saturație.
- sedimentare - depunere lentă a particulelor solide aflate în suspensie într-un lichid.
- semicarbonizare - proces de descompunere termică a cărbunilor la temperaturi de circa 500°-600°C în absența aerului, prin care se obțin semicocs, gudron și gaze; altă denumire: semicocsificare.
- semicocsificare - vezi semicarbonizare.
- sensibilitate - mărime a concentrației unei soluții la substanța de analizat, care produce, în timpul unei reacții de recunoaștere, un efect la pragul perceperii senzoriale.
- sifon:

- recipient de sticlă, de material plastic etc., cu pereții groși, folosită pentru păstrarea și debitarea sub presiune a apei carbogazoase;
- (prin extensie) apă carbogazoasă.
- silicagel - material granular cu porozitate mare obținut prin deshidratare în condiții speciale a gelului de bioxid de siliciu și având compoziția chimică SiO2 ⋅ nH2O; sinonim: gel de silice.
- silice - vezi dioxid de siliciu.
- silicic, acid ~ - categorie de acizi slabi, obținuți prin acidularea soluțiilor unora dintre silicați sau prin hidroliza unor compuși ai siliciului și din care fac parte:  acidul metasilicic (H2SiO3), acidul ortosilicic (H4SiO4), acidul disilicic (H2Si2O5) și  acidul pirosilicic (H6Si2O7).
- sinteză - reacție chimică prin care se obține formarea unui compus chimic pornind de la elementele chimice componente sau de la compuși mai simpli.

- sinteză monotopă - sinteză chimică în care un reactiv suferă mai multe reacții succesive și/sau simultane într-un singur amestec de reacție.
- sinteză organică - ramură specială a sintezei chimice care se ocupă cu obținerea compușilor organici prin intermediul reacțiilor organice.

- sistemul periodic al elementelor - vezi tabelul periodic al elementelor.
- sodă - vezi carbonat de sodiu.
- sodă caustică - vezi hidroxid de sodiu.
- soluție solidă - amestec omogen de doi compuși în stare solidă și având o structură cristalină unică.
- Sommelet, reacție ~ - reacție organică care ajută la transformarea unei halogenuri de benzil într-o aldehidă, fiind realizată în prezență de hexamină și apă.
- spirt denaturat - vezi alcool denaturat.
- spumă poliuretanică - polimer obținut prin reacția dintre doi compuși de bază: un izocianat și un poliol, în prezența unor aditivi specifici care contribuie la formarea și stabilizarea spumei și care este utilizat ca material de construcții.
- stabilizant:

- substanță (clei, amidon etc.) care, fiind adăugată unei soluții, mărește stabilitatea acesteia;
- substanță care are proprietatea de a asigura stabilitatea materialelor explozive în timpul păstrării lor.
- stare tranzitorie - condiție în care proprietățile unui sistem chimic, cum ar fi concentrația, temperatura, presiunea sau debitul, variază în timp; este opusă stării de echilibru (sau stării staționare), unde proprietățile sistemului rămân constante în timp.
- stereoizomeri - substanțe izomere care diferă între ele prin modul de aranjare în spațiu a atomilor dintr-o moleculă.
- stereoizomerie - proprietate a unor substanțe de a forma stereoizomeri.
- stiban - vezi stibină.
- stibină - gaz incolor toxic cu miros neplăcut, cu formula SbH3; alte denumiri: antimonit, stiban.
- stibiu - vezi antimoniu.
- stronțiu - element chimic, metal alb-argintiu, maleabil si ductil, asemănător cu calciul, ale cărui săruri sunt întrebuințate în pirotehnie, în fizica nucleară și în medicină.
- structură:

- dispoziție relativă a atomilor în molecula unei substanțe;
- modul de grupare a moleculelor într-o substanță minerală.
- sulfat acid - vezi bisulfat.
- sulfit acid - vezi bisulfit.
- sulfat de aluminiu și potasiu - vezi alaun de potasiu.
- sulfat de bariu - substanță sub formă de pulbere albă, insolubilă în apă, folosită în radiologie ca mediu de contrast radioopac în explorarea tubului digestiv.
- sulfat de cupru - sare a cuprului cu acidul sulfuric, cu formula chimică CuSO4; este folosit în agricultură ca fungicid, în vopsitorie, în imprimerie etc.; alte denumiri: piatră vânătă, calcanit.
- sulfhidric, acid ~ - vezi hidrogen sulfurat.
- sulfocianhidric, acid ~ - vezi tiocianic, acid ~.
- sulfuric, acid ~ - acid puternic coroziv, obținut prin combinarea trioxidului de sulf cu apa, cu formula chimică H2SO4 și care se folosește în special în industria chimică; sinonim: vitriol.
- supratensiune - efect al polarizării electrochimice, manifestat prin apariția unei diferențe între tensiunea reală de descărcare și tensiunea de echilibru corespunzătoare.

## Ș
- șoricioaică - vezi trioxid de arsen.

## T
- tabelul periodic al elementelor - (mod de) clasificare a elementelor chimice după proprietățile lor (masă atomică, număr atomic); alte denumiri comune sunt sistemul periodic al elementelor sau „tabloul lui Mendeleev”.
- tampon:

- substanță utilizată pentru a împiedica o anumită reacție;
- lichid care rezistă la modificarea pH-ului atunci când se adaugă un acid sau o bază, fiind format dintr-un acid slab și baza sa conjugată; exemplu: acid acetic combinat cu acetat de sodiu.
- tanin - clasă de compuși vegetali cu o structură chimică complexă, polifenolică (care cuprinde multe grupări hidroxil fenolice, dar și grupări carboxilice) și care face parte, alături de alcaloizi, din categoria metaboliților secundari.
- tanic, acid ~ - un tip de tanin.
- tartric, acid ~ - acid organic cristalizat, cu gust acru, solubil în apă, care se găsește în fructe, mai ales în mustul de struguri, și care se folosește în industria alimentară (sub denumirea improprie de sare de lămâie), în vopsitoria textilă, în medicină etc. (vezi și citric, acid ~).
- tautomerie - proprietate a unor substanțe organice de a trece cu ușurință una în alta, prin rearanjarea unor atomi sau grupe de atomi din moleculă.
- tensoactiv - vezi agent activ de suprafață.
- termoliză - descompunere a unei legături chimice cu ajutorul căldurii.
- termoplaste - mase plastice având proprietatea de a se înmuia prin încălzire.
- termoplastic - (despre substanțe) care devine plastic sub influența căldurii și a presiunii.
- tetrafluorură de sulf - compus chimic cu formula SF4 și un gaz incolor, fiind foarte toxic, coroziv, neinflamabil și puternic reactiv.
- tiocianic, acid ~ - acid instabil, gazos, cu formula HSCN, care poate fi condensat cu aer lichid, formând cristale; sinonime: acid rodanic, acid rodanhidric, acid sulfocianhidric; vezi și izotiocianic, acid ~.
- titrare:

- determinarea prin analiză volumetrică concentrația unei soluții;
- determinarea proporției de aur, de argint etc. dintr-un aliaj.
- titrimetrie - vezi volumetrie.
- trasor - vezi atom marcat.
- trietilamină - compus organic cu formula chimică N(CH2CH3)3, utilizat ca bază în sinteza organică.
- triunghi de foc - combinație de factori care trebuiesc întruniți simultan în același spațiu pentru a generea și a întreține reacția de ardere: temperatura necesară aprinderii, existența materialelor combustibile) și prezența substanțelor care întrețin arderea (oxigenul).
- trinitrofenol - vezi: acid picric.
- trioxid de arsen - pulbere cristalină albă sau gălbuie, foarte toxică, cu formula As2O3, care se folosește ca insecticid sau raticid, cunoscut popular sub denumirile: șar, săricica, șoricioaică, șoriceasă.

## Ț
- țipirig - vezi clorură de amoniu.

## U
- ulei carbolic - substanță obținută prin distilarea gudronului, care conține naftalină și fenol; vezi și carbolic, acid ~.
- unitate atomică de masă - unitate de măsură pentru masă, utilizată în special în exprimarea maselor atomilor, moleculelor și particulelor subatomice, definită ca fiind 1⁄12 din masa izotopului carbon-12.
- unbihexiu - element chimic ipotetic cu numărul atomic 126 și simbol Ubh; altă denumire: eka-plutoniu.
- unbiquadiu - element chimic ipotetic cu numărul atomic 124 și simbol Ubq; altă denumire: eka-uraniu.
- unbiuniu - element chimic ipotetic cu numărul atomic 121 și simbol Ubu; altă denumire: eka-actiniu.
- univalent - vezi monovalent.
- untriseptiu - element chimic ipotetic cu numărul atomic 137 și simbol Uts; altă denumire: feynmaniu.
- uree - substanță organică incoloră, cristalizată, care se găsește în urină și în sânge (produsă de dezagregarea substanțelor azotoase în organismul animal) sau se obține pe cale sintetică, fiind folosită ca îngrășământ agricol sau la fabricarea unor mase plastice, a unor medicamente etc.; alte denumiri: carbamidă, carbodiamidă.

## V
- valență:

- mărime care indică capacitatea de combinare a elementelor și a radicalilor și care reprezintă numărul atomilor de hidrogen (sau de echivalenți ai acestuia) cu care se poate combina atomul elementului sau radicalul respectiv; vezi și liniuță de valență;
- forță de legătură între doi atomi ai unei molecule.
- var nestins - vezi oxid de calciu.
- var stins - vezi hidroxid de calciu.
- vată - material format din fibre elastice de bumbac scurte și subțiri care se întrepătrund și formează o masă compactă albă, folosit pentru pansamente, în diferite procese tehnice etc.
- vată de hârtie - produs similar vatei obținut din celuloza de lemn, care se întrebuințează în medicină, în locul vatei de bumbac, sau la ambalaj.
- vată de sticlă - masă de fibre scurte de sticlă împâslite, întrebuințată ca izolant termic și acustic.
- vinilic, alcool ~ - vezi etenol.
- viscoză:

- fibră textilă obținută din celuloză de lemn de conifere, de stuf etc., elastică, rezistentă și cu luciu mătăsos;
- substanță vâscoasă obținută din celuloză prin tratarea cu o soluție de sulfură de carbon și de sodă caustică.
- viteză de reacție - rapiditatea cu care un reactant se transformă în urma unei reacții; altă denumire: rată de reacție.
- vitriol - vezi acid sulfuric.
- volumetrie -  capitol al chimiei analitice care se ocupă cu analizele volumetrice; sinonim: titrimetrie.